# Néolithique en Chine
Pour un article plus général, voir Préhistoire de la Chine.
Le Néolithique en Chine correspond, dans l'espace de la Chine actuelle, à une révolution économique durant laquelle les populations ont appris à produire leurs ressources alimentaires grâce à la domestication des plantes et des animaux. Vers 9700 AEC, le réchauffement du climat entraine le développement des ressources alimentaires sauvages et une réduction du nomadisme. Les chasseurs-cueilleurs se déplacent moins ; ils constituent des stocks, souvent des stocks de glands. La néolithisation, qui correspond au passage vers le Néolithique, s'effectue entre 7000 et 5000 avant l'ère commune (AEC). L'apparition de la poterie (v. 16000-12000 AEC) est détachée de ce processus, car elle s'est produite auparavant, au sein de populations du Paléolithique final. Le Néolithique commence pendant une période globalement chaude, l'Holocène. Parmi les aliments végétaux, le riz sauvage fait son apparition, il est peu à peu domestiqué dans la région du bas-Yangzi vers 6000-5000, il en est de même dans le bassin du fleuve Jaune (au Henan) pour ce qui est du millet. Le millet et le riz, d'abord collectés et consommés sous leur forme sauvage, sont progressivement domestiqués vers 6000-5000 AEC. Au début, ils ne constituent qu'un apport minime, en concurrence avec d'autres plantes sauvages et les ressources de la chasse. Les silos enterrés sont souvent réservés à la conservation de certains aliments végétaux. Puis, à partir de 5000 AEC, l'agriculture est bien plus importante dans le régime alimentaire des populations chinoises, tant au Nord avec le millet, qu'au Sud avec le riz.
Dès le Néolithique final (v. 3300-2000 AEC) au Gansu, à la frontière du corridor du Hexi, les échanges avec le nord et l'ouest tout autant qu'avec l'est et le sud permettent de cultiver jusqu'à six céréales, le blé, l'orge et l'avoine ainsi que deux types de millet et le riz.
Les cultures archéologiques qui apparaissent au Néolithique récent (v. 5000-2000 AEC) produisent des objets qui sont propres à la Chine comme les objets de jade, dont ceux qui ont la forme de disques (bi) et de tubes (cong). Cette matière, extrêmement difficile à travailler, sert de marqueur des élites, et ceci en plusieurs points de l'espace en raison d'échanges, parfois sur de très longues distances.
Les cultures préhistoriques chinoises montrent ainsi une riche culture matérielle. La poterie étant apparue particulièrement tôt, elle acquiert au cours de la période un grand degré de raffinement. Les jades viennent ensuite, de même les premiers objets laqués (culture de Hemudu) où l'usage de la laque apparaît ici, précisément. Les artisans du Néolithique s'approprient la technologie du verre par l'intermédiaire du commerce avec l'Occident, mais cette production reste très marginale. Peu d'objets en bois ont survécu mais ils témoignent en général d'usages populaires. Outre ces objets en bois, d'autres objets en fibres naturelles, en matériaux de vannerie, mais aussi en corne ont subsisté localement. De nombreux objets de prestige présentent des formes hybrides et leurs créateurs en multiplient les variétés. Cette abondante production apporte des indices d'une activité symbolique qui va accompagner le développement économique à l'âge du bronze, en Chine.

## Vers le Néolithique

### Réchauffement du climat
Alors que, vers 14000 avant notre ère (AEC), la Chine était un espace froid et sec et le niveau de la mer plus de 100 m en dessous de ce qu'il est aujourd'hui, vers 9700 AEC commence l'Holocène, caractérisé par le réchauffement des masses d'air continentales et l'influence d’une mousson plus vigoureuse. Les températures sont, lors de l'optimum climatique de l'Holocène, de 1 à 3 °C plus chaudes qu'aujourd'hui, la mousson plus marquée et le niveau des lacs bien plus élevé. Des régions du nord-ouest et du nord sont atteintes, vers 7000 AEC, par de fortes pluies de mousson, alors qu'aujourd'hui elles sont devenues des régions arides ou semi-arides. Ces poussées de mousson vers le Nord favorisent les premières installations néolithiques sur les bords du fleuve Liao (culture de Xinglongwa), ainsi que sur le cours moyen du Fleuve Jaune (Peiligang et Cishan, Laoguantai / Baijia-Dadiwan I) et dans son cours inférieur (Culture de Houli).

### Périodes froides et sèches
Cette poussée de la mousson du sud-est régresse ensuite au sud du Yangzi entre 4000 et 1000 AEC, entraînant un épisode plus froid et sec au nord et plus humide au sud. Cela contraint certaines populations à abandonner les installations tandis que la densité de population fléchit et que certaines cultures disparaissent, comme celle de Hongshan qui s'effondre vers 3000 AEC, remplacée par une forme de pastoralisme extensif, ou la culture pacifique de Yangshao qui fait place à la culture de Longshan, avec la constitution progressive d'une hiérarchie et qui se protège derrière des fossés.
Ailleurs, on construit des murs et des fossés pour endiguer les crues, comme les fouilles l'ont révélé dans les cultures de Daxi, Qujialing, Shijiahe et dans la culture de Liangzhu. Dans le sud-est de la Chine et à Taïwan on constate le même phénomène : le niveau de la mer atteint rapidement à peu près le niveau actuel, vers 5500 AEC, avec, ensuite, un maximum entre 4000 et 2500 AEC.
Dans les années 2000 plusieurs études  ont apporté des précisions sur ces périodes à l'échelle du globe : vers 6200, 3200 et 2200 AEC. Chaque épisode dure quelques centaines d'années. En Chine, ces fluctuations ont bien été décelées mais leur datation varie de manière conséquente d'un auteur à l'autre, ce qui pourrait provenir d'une très forte interaction entre les effets propres aux changements climatiques, à l'échelle globale, et les caractéristiques géographiques, régionales, propres à la Chine dans ses régions bien différenciées. Les études précitées semblent prouver que ces fluctuations sont bien à l'origine de la culture du millet, et qu'ailleurs la réponse sociale a consisté en un renforcement de la cohésion des communautés et en l'appropriation collective par celles-ci de certains territoires. Ces périodes froides et sèches alternaient avec d'autres plus chaudes et humides.
Le premier choc postglaciaire, v. 6400-6000 AEC, a produit une période aride et froide dans l'Atlantique nord et en Amérique du nord, en Afrique et en Asie. En Chine, une fluctuation similaire, v. 5300 AEC, une période de sécheresse pourrait expliquer pourquoi seuls quelques sites, remontant à avant 6000 AEC, ont été découverts, dans des vallées correctement arrosées : Xinglonggou dans la vallée du Liao, ainsi que les premiers sites de Peiligang dans la vallée du Huang Huai et quelques sites de Pengtoushan dans la vallée du Yangzi. Après ces épisodes froids et secs, le retour des pluies et de la mousson correspond au développement des cultures néolithiques et à leur dispersion du nord au sud.

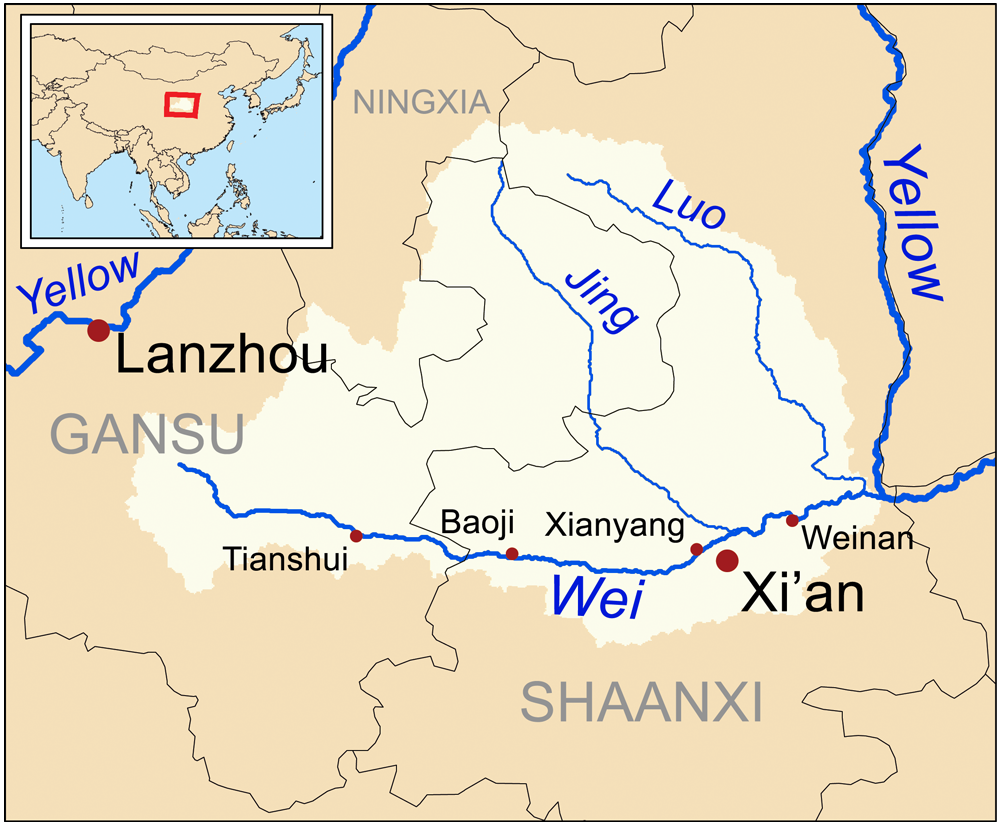
Le cours de la rivière Wei, affluent du fleuve Jaune, au nord de la Chine

### Variations
Pour prendre un exemple révélateur des effets du climat, les vastes terres situées au nord de la partie inférieure de la rivière Wei ont, semble-t-il, été recouvertes par la végétation et par des lacs profonds, et une grande partie de cette région n'a probablement pas été habitée. En même temps se multipliaient, ici et là, des petites aires de plus en plus peuplées et avec toutes les pratiques des néolithiques : économie de production, puis rivalités pour la possession des zones les plus fertiles.
Si la transition s'opère lentement vers certains aspects du Néolithique, par endroits, et sans continuité locale, dans de nombreuses autres régions la pratique des chasseurs-cueilleurs (comme à Zengpiyan) de tradition épipaléolithique, se prolonge loin dans l'Holocène parmi des populations qui sont déjà dans le Néolithique (culture et élevage).

### Néolithisation
Au début de l'Holocène (9700-7000 AEC), dans un contexte de ressources abondantes et stables, des groupes de chasseurs-cueilleurs réduisent leurs déplacements et adoptent des stratégies plus diversifiées afin d'utiliser ces ressources locales, diverses. Progressivement et selon les lieux, de nouvelles pratiques apparaissent, depuis les cueillettes et les collectes, qui se font plus sélectives (comme en Chine du Sud), impliquant parfois une sédentarisation partielle, jusqu'à des productions nouvelles comme la terre cuite. Cette terre cuite se rencontre avec de rares pierres polies dans le cadre de stratégies de subsistance qui relèvent du Paléolithique tardif.
La néolithisation est un processus complexe. Dans un couvert végétal qui s'est transformé, les hommes pratiquent des stratégies diverses en fonction de caractéristiques locales et temporaires. Cette néolithisation se caractérise par la sédentarisation progressive des groupes humains et la constitution de réserves, au Néolithique ancien (7000-5000 AEC).
La néolithisation, processus lent et différencié, est délicate à appréhender pour des petits groupes dont les stratégies varient en fonction des lieux rencontrés (pour des chasseurs-collecteurs mobiles) et en fonction des variations climatiques locales. La difficulté tient aussi au fait de vouloir relier les mouvements de population (migrations humaines en Asie du Sud-Est et connexion avec l'Asie de l'Est et le Pacifique), les histoires linguistiques (l'expansion des langues austronésiennes), les changements technologiques indiquant de nouvelles adaptations économiques ou sociales (poterie, technologie de base, sédentarisation), et preuve de domestication des animaux et des plantes. Cette opération a créé l’illusion d’un processus unifié de « néolithisation » plutôt que d'approcher les histoires complexes de mosaïques de peuples pratiquant des stratégies éclectiques qui ne sont pas facilement définis comme chasseurs-collecteurs ou agriculteurs,.
Les pierres polies semblent associées à l'agriculture, dans le cas des meules permettant d'écraser les grains, mais on broyait des végétaux auparavant. La pierre taillée a toutefois été encore longtemps utilisée en fonction de l'usage attendu. Les processus intellectuels en jeu sont donc complexes et il semble que certains personnages se soient distingués de leurs congénères et soient entrés en rivalité au cours de cette période. D'autre part, ces sociétés ont été au contact de chasseurs-cueilleurs et ainsi des échanges ont été profitables aux uns comme aux autres, les transformant réciproquement.
Domestication de certains animaux, culture des céréales et autres plantes, nouveaux outils : les trais essentiels de la culture néolithique se sont développés indépendamment les uns des autres, dans le temps et dans l'espace, et les échanges avec les cultures même les plus lointaines ont joué leur rôle dans cette néolithisation lente et dispersée. Les cultures néolithiques, de 7000 à 1500 ans AEC, au sein desquelles ces pratiques ont continué à se transformer, qui se constituent localement et parfois disparaissent, voient, souvent et plus ou moins lentement, l'émergence de différences sociales et d'affrontements violents.

### Au Sud
Les grottes de Zengpiyan et Miaoyan (Guilin, Guangxi) (10000-6000 AEC) permettent d'avoir une vue plus précise de ces populations dans cette région, au cours de cette période : ce sont apparemment des campements saisonniers, mais la réalisation et l'utilisation de poterie, dans la première étape de cette technologie, permettent de supposer que les périodes d'occupation étaient relativement longues, et avec une bonne organisation logistique pour leur approvisionnement ces populations n'étaient pas contraintes à de bien grands déplacements. L'apparition de la poterie (10000-8000 AEC), modelée, s'est produite au sein de ces populations de chasseurs-cueilleurs non sédentaires. Le site de Zengpiyan a été utilisé jusqu'au cours de la néolithisation : à la fin de cette période d'occupation de la grotte, la terre cuite est alors montée au colombin, décorée, et on voit apparaître des pierres polies alors qu'il s'agit, cependant, toujours de chasseurs-cueilleurs.

### Au Nord
Des publications datant de 2013 font état de la domestication du bétail vers Harbin, autour de 8000 AEC.

## Tableau des cultures néolithiques
Dans ce tableau chronologique des cultures néolithiques, les innovations ont été indiquées. La Chine a été divisée en neuf parties :
1. Chine du Nord-est: Mongolie-Intérieure, Heilongjiang, Jilin and Liaoning.
2. Chine du Nord-ouest (Haut fleuve Jaune): Gansu, Qinghai et Ouest du Shaanxi.
3. Chine centrale du Nord (Moyen fleuve Jaune): Shanxi, Hebei, Ouest du Henan et Est du Shaanxi. Ce qui correspond à la Plaine centrale.
4. Chine de l'Est (bas fleuve Jaune): Shandong, Anhui, Nord du Jiangsu et Est du Henan.
5. Chine du Sud-est (bas Yangzi): Zhejiang et la plus grande partie du Jiangsu.
6. Chine centrale du Sud (moyen Yangzi): Hubei et la partie Nord du Hunan.
7. Sichuan et le haut Yangzi.
8. Chine du Sud-est: Fujian, Jiangxi, Guangdong, Guangxi, et partie sud du Hunan, bas fleuve Xi jusqu'au Nord du Viêt Nam et l'île de Taiwan.
9. Chine du Sud-ouest: Yunnan et Guizhou.

| Période (AEC) | Chine Nord- est (1) | Chine Nord- ouest (2) | Moyen Fleuve Jaune (Zhongyuan) (3) | Bas Fleuve Jaune (4)    | Bas Yangzi (5)  | Moyen Yangzi (6) | Sichuan (7)          | Chine du Sud-est (8)    | Chine du Sud-ouest (9) |
| ------------- | ------------------- | --------------------- | ---------------------------------- | ----------------------- | --------------- | ---------------- | -------------------- | ----------------------- | ---------------------- |
|               |                     |                       |                                    |                         | depuis 9000 AEC |                  |                      |                         |                        |
| 7000 AEC      |                     |                       |                                    |                         | Shangshan       | Pengtoushan      |                      |                         |                        |
|               |                     |                       |                                    |                         |                 | (incluant        |                      |                         |                        |
|               |                     |                       |                                    |                         | (riz            | Chengbeixi       |                      |                         |                        |
| 6500 AEC      |                     | Dadiwan I             | Peiligang                          | Houli                   | en voie de      | et Zaoshi)       |                      | Zengpiyan               |                        |
|               | Xinglongwa          | - Baijia              | Cishan                             | 6500-5500 AEC           | domestication)  | 7000-5800 AEC    |                      | 7000-5500 AEC           |                        |
|               | 6200-5400 AEC       | = Laoguantai          | (Jiahu)                            | collecte, chasse, pêche |                 | domestication :  |                      | Dingsishan              |                        |
| 6000          | millet cultivé      | 6500-5000 AEC         | (Lijiacun)                         | + petite agriculture    | Kuahuqiao       | riz + animaux    |                      | Baozitou                |                        |
|               | céramique :         | céramique             | 6500-5000 AEC                      |                         | 6000-5000 AEC   |                  |                      | 6000-5000 AEC           |                        |
|               | décor cordé         | résistante            | domestication :                    |                         | (riz :          |                  |                      | chasseurs-collecteurs : |                        |
| 5500 AEC      |                     |                       | millet                             |                         | domestication)  |                  |                      | coquillages + plantes   |                        |
|               |                     |                       | + chien et porc                    | Beixin                  |                 |                  |                      |                         |                        |
|               | Xinle               |                       |                                    | 5300-4500 AEC           |                 |                  |                      |                         |                        |
| 5000          | 5300-4800 AEC       | Yangshao              |                                    |                         | Hemudu          | Daxi             |                      | Dapenkeng               |                        |
|               |                     | 5000-3000 AEC         |                                    |                         | 5000-3400 AEC   | 5000-3300 AEC    |                      | Fuguodun                |                        |
|               |                     | céramique             |                                    |                         | Première laque  |                  |                      | 5000-3000 AEC           |                        |
| 4500 AEC      | Zhaobaogou          | peinte                |                                    |                         | Majiabang       |                  |                      |                         |                        |
|               | 4500-4000 AEC       | riz + millet          |                                    | Dawenkou                | 5000-4000 AEC   |                  |                      |                         |                        |
|               |                     | chien + porc          |                                    | 4300-2600 AEC           | Premiers jades  |                  |                      |                         |                        |
| 4000 AEC      |                     |                       |                                    |                         | Songze          |                  |                      |                         |                        |
|               |                     |                       |                                    |                         | 4000-3000 AEC   |                  |                      |                         |                        |
|               |                     |                       |                                    |                         |                 |                  |                      |                         |                        |
| 3500 AEC      |                     |                       |                                    |                         |                 | Qujialing        |                      |                         |                        |
|               | Hongshan            |                       |                                    |                         |                 | 3500-2600 AEC    | Yingpanshan          |                         |                        |
|               | 3400-2300 AEC       | Majiayao              |                                    |                         | Liangzhu        |                  | v. 3100 ? AEC        |                         |                        |
| 3000 AEC      | Jades               | 3300-2700 AEC         |                                    |                         | 3200-1800 AEC   |                  |                      | Tanshishan              |                        |
|               |                     | phase Banshan         | Longshan                           |                         |                 | Shijiahe         | Baodun               | Shixia                  |                        |
|               |                     | 2700-2400 AEC         | au Henan                           | Longshan                |                 | 2500-2000 AEC    | 2800-2000 AEC        |                         | Plateau tibétain       |
| 2500 AEC      |                     | phase Machang         | 2800-2000 AEC                      | au Shandong             |                 | Longshan         |                      |                         | Karuo                  |
|               |                     | 2400-2000 AEC         | au Shanxi                          | 2600-2000 AEC           |                 | au Hubei         |                      |                         | Baiyangcun             |
|               |                     | Qijia                 | 2600-2000 AEC                      |                         |                 | 2400-2000 AEC    |                      | Huangguanshan           | 2200-2100 AEC          |
| 2000 AEC      | Xiajiadian          | 2300-1800 AEC         |                                    |                         |                 |                  |                      | 2300-1500 AEC           | Dalongtan              |
|               | 2000-300 AEC        | premiers bronzes      | Erlitou, bronze                    | Yuezhi                  |                 |                  |                      |                         | 2100-2000 AEC          |
|               |                     | Siba                  | 1900-1500 AEC                      | 1900-1500 AEC           | Maqiao          |                  |                      |                         |                        |
| 1500 AEC      |                     | 1950-1500 AEC         | Période d'Erligang                 |                         | 1800-1200 AEC   | Sanxingdui       | à partir de 1500 AEC |                         |                        |

## Néolithique ancien

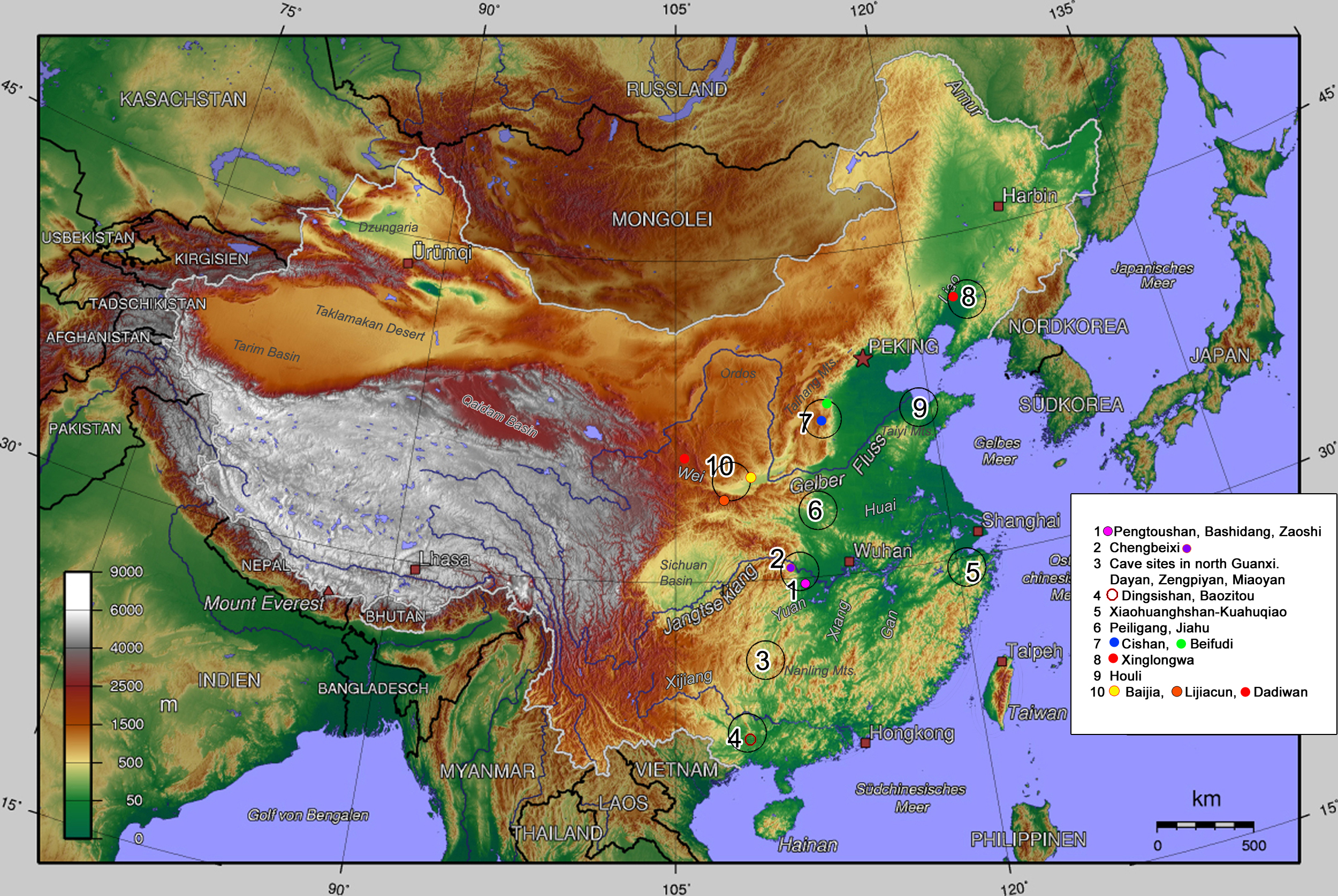
Néolithisation et premières cultures néolithiques en Chine

Selon certains préhistoriens chinois cette période est considérée comme « début du Néolithique moyen ». Pour d'autres, cette période de néolithisation correspond au Néolithique ancien. L'usage de plus en plus généralisé de la céramique correspond à cette sédentarisation.
Il s'agit d'un processus lent, qui apparaît ponctuellement sur le territoire chinois et qui est remarquablement dispersé. De nombreux foyers de semi-sédentarisation avec un complément alimentaire assuré par des essais significatifs de culture et d'élevage apparaissent pour des groupes dont l'essentiel de l'alimentation repose sur la chasse et la cueillette vers 7000-6000 AEC. Les glands, qui nécessitent pourtant une préparation complexe vu leur toxicité, ont été souvent les plus utilisés, après un broyage sur des meules, comme à Peiligang. Les fruits et les plantes sauvages ont donc été toujours collectés, comme les produits de la pêche et de la chasse, dans une stratégie alimentaire à large spectre où les aliments d'origine sauvage restaient les plus consommés, et de loin, pendant cette période. Les premières boissons fermentées apparaissent, sous forme de bière de riz, vers le 7e millénaire. La domestication du riz se produit sur une très longue période et la question de l'apparition de formes domestiquées avant 4000 AEC était encore en discussion en 2015. La domestication des plantes semble précédée par des premières phases d'intensification de leur exploitation, puis une agriculture « pré-domestique » (qui concerne des espèces encore majoritairement sauvages), avant que les espèces domestiques ne se répandent. D'autre part, sur la très longue période qui a débuté vers 17 000, la céramique s'est diversifiée. Vers 7000-6000 AEC, elle est d'abord un accessoire pratique lié à la mobilité et montre souvent des signes manifestes de choix esthétiques, voire expressifs, parfois en lien avec des pratiques cultuelles apparentes. Les meules plates et leur rouleau broyeur semblent avoir d'abord servi à écraser des plantes sauvages et en particulier les glands, les châtaignes d'eau, dans un milieu très riche pour ces populations encore très peu nombreuses pour l'espace dont elles disposent. Ce sont des sociétés sans signe conservé d'une quelconque hiérarchie différenciée. Mais très tôt, dans la culture de Xinglongwa (v. 6200-5200 AEC), en Mongolie intérieure, on voit apparaître des objets de jade qui semblent distinguer certains personnages (un homme, en 2012).

### Région du delta du Yangzi, «Pré-Hemudu»: Shangshan, Xiaohuangshan et Kuahuqiao, 9000-5000 AEC
Des découvertes datant des années 2005-2010 dans la même région, au sud de Shanghai, entre Ningbo et Shaoxing, ont mis au jour deux cultures des tout-débuts du Néolithique, auparavant fort peu connues, et qui ont précédé la culture de Hemudu (5000-3300 AEC) [sites de Hemudu, Zishan, Cihu, Tianluoshan et Fujiashan, à proximité de la mer de Chine orientale] - la culture de Hemudu a été la première à témoigner de la très ancienne maîtrise de la culture du riz en Chine. Ces deux nouvelles cultures sont celles de Shangshan (9000-5000 AEC) [sites de Shangshan et Xiaohuangshan] et de Kuahuqiao (6000-5000 AEC) [sites de Kuahuqiao et Xiasun, à 2 km l'un de l'autre]. Sur les sites correspondants on a pu déceler la domestication progressive du riz, donc entre 10.000/9000 et 5000 AEC.

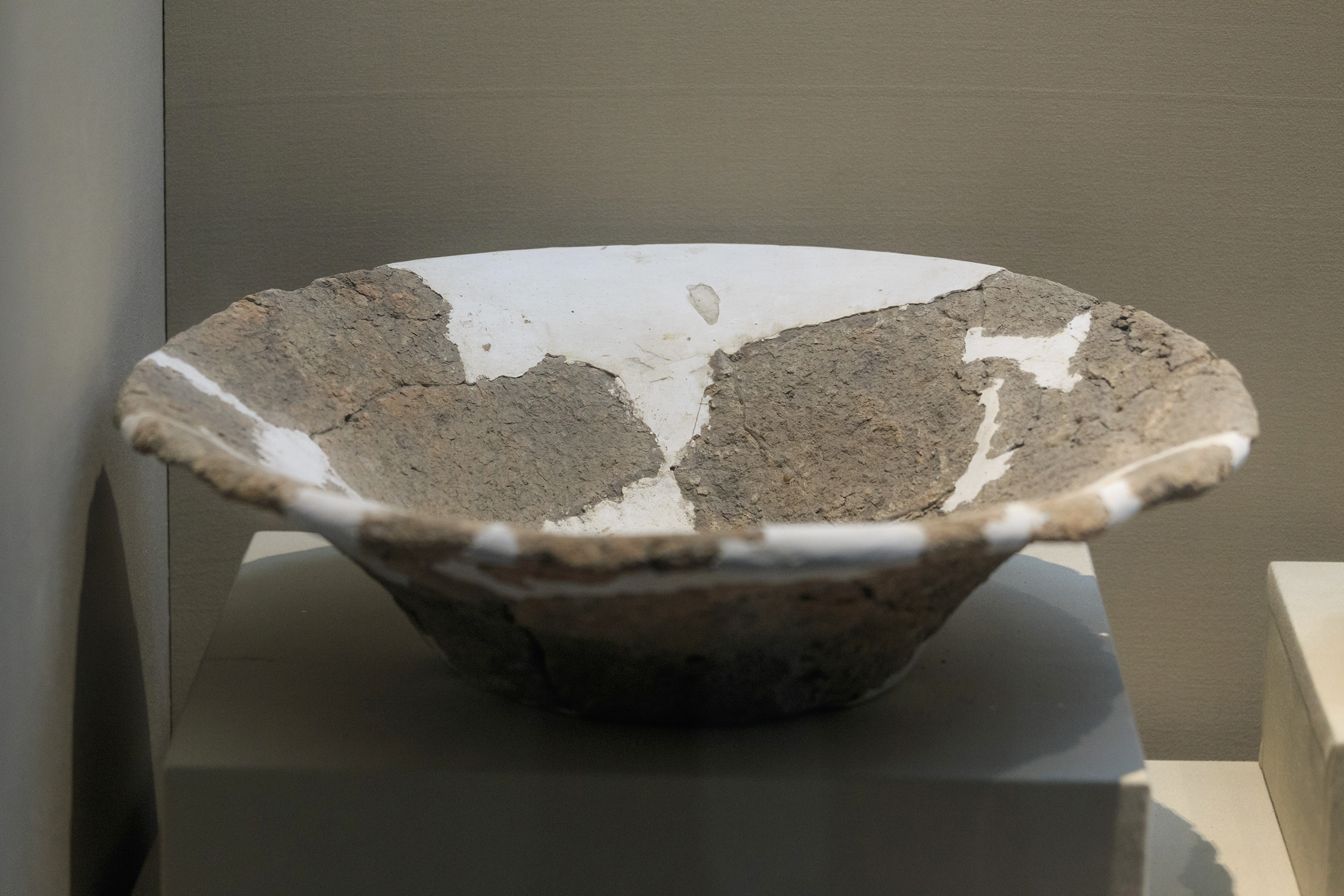
Bassin, terre cuite. Site de Shangshan. Musée du Zhejiang

La culture de Shangshan est (en 2017) la plus ancienne dans la région du Yangzi. Sur les berges de la rivière Puyang, à proximité de Shaoxing et à 200 km de la mer, le site de Shangshan (2 ha, daté 9000-6 000 AEC) montre des signes de fortes variations périodiques, après un climat sec et froid (11 000-9 670 AEC), correspondant au Dryas récent, c'est un climat subtropical-humide au début de l'Holocène. L'outillage consiste en outils sommaires pour le grattage et la coupe, boules de pierre (en forme de bolas), disques de galets perforés, dalles dormantes de meules, broyeurs en galets, rares bifaces polis et herminettes. De nombreux outils de broyage (dalles et broyeurs/molettes) prennent plusieurs formes indiquant un usage diversifié dans la préparation de végétaux, entre autres. Les nombreux greniers/fosses ainsi que la céramique à fond plat, qui domine largement et qui est impropre dans le cas de déplacements, montrent que des chasseurs-cueilleurs s'y sont sédentarisés, au moins temporairement. L'enveloppe du grain de riz et la tige ont d'abord servi de composants de la terre cuite, avant d'être remplacés par le sable. Des indices lisibles par les botanistes sur les échantillons de riz sauvage collectés sur le site de Shangshan permettent de penser que l'abondance de riz sauvage a donné l'idée aux habitants de tenter de le cultiver. Le fait que l'on puisse le stocker pour passer la période de soudure en a fait, bien plus tard, une nourriture essentielle, et au départ un plat de luxe qui méritait d'être célébré. Il pourrait bien s'ensuivre que les plus anciens breuvages alcoolisés découverts en Chine proviennent de la fermentation du riz.

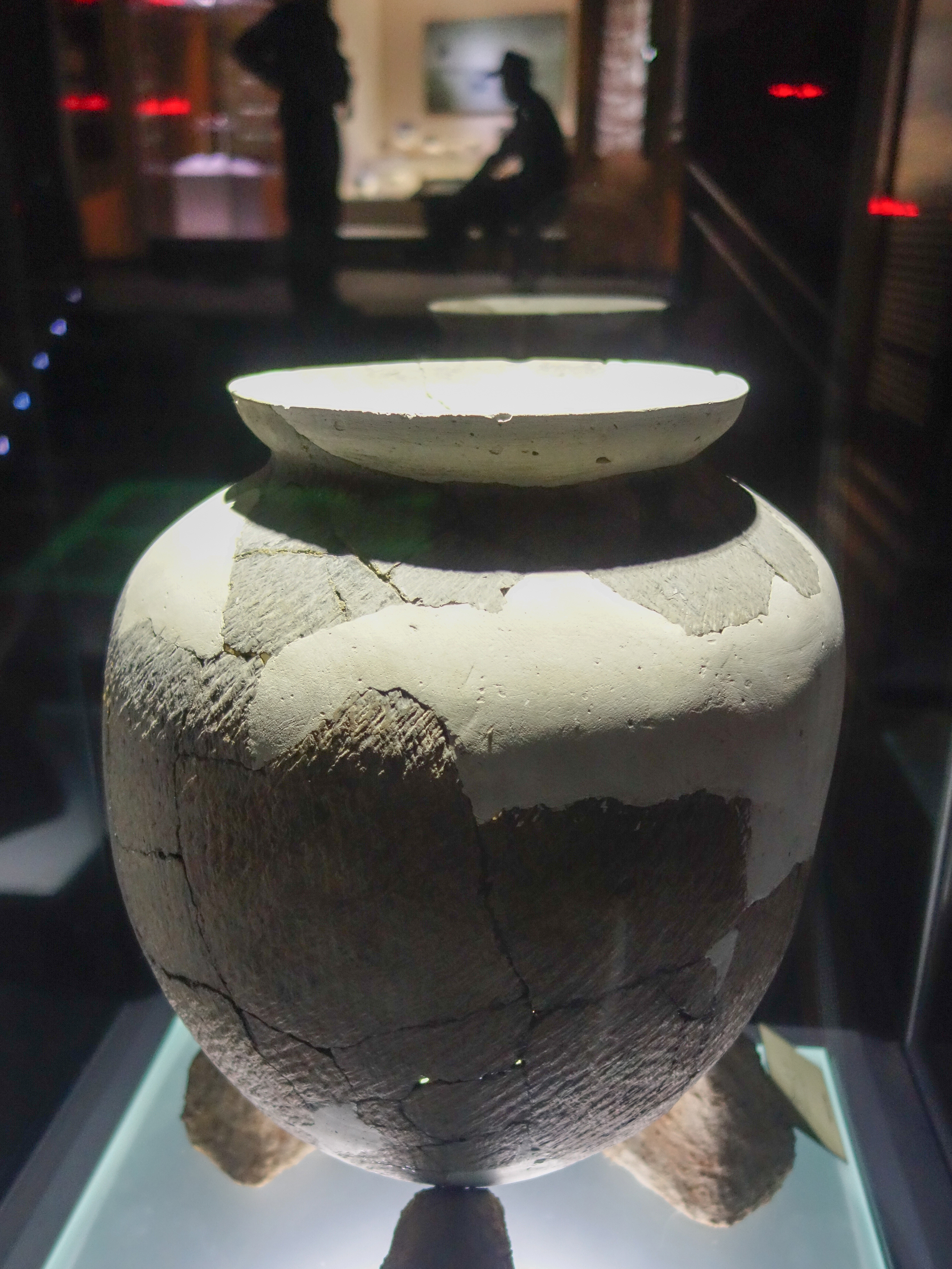
Jarre à fond courbe, décor par impression (d'un textile de corde ?). 6000-5000 AEC. Musée de Kuahuqiao

Héritier de cette première culture de Shangshan, le site de Xiaohuangshan, un peu au sud entre Shaoxing et Ningbo, se trouve actuellement à 100 km de la mer de Chine orientale et au sein d'anciennes montagnes très fragmentées en d'innombrables vallées. Le sol acide a laissé peu de restes organiques de cette culture où les céramiques se diversifient et certaines ressemblent à celle de Kuahuqiao. Les silos enterrés sont nombreux et l'industrie lithique montre surtout des meules plates, quelques pierres servant de masse ou de marteau, des balles (de type bolas, pour la chasse ?) et des outils destinés au travail du bois. La céramique se caractérise par de larges bassins, des jarres à fond courbe et des assiettes. Le riz est décelable dans le sol. L'étude fine des restes présents sur les meules a démontré que ces populations utilisaient des plantes variées : la larme-de-Job, le haricot, la châtaigne, le gland, les tubercules ainsi que le riz. Mais celui-ci ne serait qu'en voie de domestication, cultivé sur terrain sec, le climat chaud et humide favorable aussi aux autres végétaux aurait ralenti sa domestication précoce.
Le site de Kuahuqiao (6000-5000 AEC), très proche du fleuve Qiantang et un peu au nord entre Shaoxing et Ningbo, est également un témoignage précieux de cette période. À l'époque, cette région était constituée de montagnes et de zones basses très bien arrosées. Grâce aux conditions de conservation dans l'eau, le site a révélé de nombreux restes organiques. L'habitat sur pilotis comportait des murs de terre. La technique de l'assemblage par tenon et mortaise était pratiquée. On y a découvert une grande variété d'outils : en pierre, bois, bambou, os et bois de cerf. Le matériel lithique, essentiellement en pierre polie, se compose d'herminettes, haches, ciseaux, pointes de flèche, marteaux, pierres de meule et broyeurs. Des fusaïoles ont été réalisées en terre cuite. Les poteries (cuites à 750 – 850 °C) se distinguent par l'usage du chaudron (de type fu), le pot, le plat, le support (de type dou) et par d'autres formes que les archéologues chinois ont l'habitude d’identifier à des formes bien plus tardives en leur donnant le nom du type tardif correspondant. Cette céramique est d'une qualité sans comparaison avec ce qui se fait ailleurs au même moment. Le format de la jarre peut aller jusqu'à D. 36 - H. 40 cm, et exceptionnellement un plat de D. 110 - H. 43 cm. Le décor éventuel : cordé, impressions, incisions, percements, barbotine colorée (éventuellement noir poli) et des motifs (sur 5%). Par ailleurs, on y a découvert un canoë de 5,60 m datant de 6000 AEC, et on a remarqué la qualité du travail dans la fabrication de ce canoë qui semble avoir été fabriqué ou réparé sur place ; il est le plus ancien (en 2012 et 2017) témoin de technologie nautique en Chine.
Kuahuqiao : les restes botaniques sont pour l'essentiel issus d'espèces sauvages ; les milliers de grains de riz découverts appartiennent aussi bien à des riz sauvages qu'à des riz cultivés (40%) en cours de domestication. Le riz n'est qu'un complément dans l'alimentation, pour une portion encore indéterminée. 98% du riz qui a été découvert correspond à la période de 6200 à 5300 AEC, mais disparait quasiment ensuite, semble-t-il, en raison d'inondations, jusqu'à l'abandon du site vers 5000 AEC. Un grand nombre de ressources nutritionnelles ont été analysées, le gland étant majoritaire après une période où les plantes aquatiques ont été beaucoup consommées (foxnut/Euryale ferox, mâcre nageante) ou utiles (Cyperaceae/carex ou laîche). Un tiers des silos enterrés, structures de bois à fond de sable, contenaient des réserves de glands. Mais le contrôle de la ventilation était nécessaire, et ces glands devaient avoir été desséchés ou grillés. Comme dix niveaux de charbons de bois apparaissent sur la période, on peut supposer que l'usage des brûlis aurait pu servir à éclaircir l'environnement des chênes pour de meilleures récoltes de glands (dont la ressource est variable). Par ailleurs la domestication du pêcher semble avoir commencé (entre 6000 et 2300) dans la région qui englobe Kuahuqiao où il est le plus commun des arbres fruitiers. Au cours du temps, la consommation d'hygrophyte a décru tandis-que celle des fruitiers en lisière de forêt augmentait. Le daim (aussi un buffle sauvage) a été de plus en plus chassé, peut-être en raison des brûlis. Sur 1000 ans, le loup, domestiqué, devient chien. Le porc est domestiqué aussi, mais la chasse, la pêche et les fruits de mer surpassent la consommation d'animaux domestiqués. Les habitants de Kuahuqiao pouvaient bénéficier d'une nourriture variée, au fil des saisons et des années d'abondance ou non, avec une très large gamme d'espèces consommées, tant végétales qu'animales.

### Sud-Ouest, moyen Yangzi: v. 7000-5500 AEC: «Pré-Daxi»
Les cultures du Sud-Ouest, moyen Yangzi : dans cette région qui couvre la partie Nord de la zone subtropicale, la faune et la flore sont alors riches. Dans cet environnement, quelques premiers sites néolithiques se développent dans des paysages bien différents, depuis les plaines alluviales jusqu'aux contreforts montagneux. Certains groupes pratiquent une modeste culture du riz (qui resterait néanmoins encore sous une forme plus ou moins sauvage), tandis que d'autres poursuivent pendant des millénaires des stratégies de chasseurs-cueilleurs. Sous le nom de « culture de Pengtoushan », les archéologues rapprochent des sites de cette région, sur la durée de deux millénaires :
- 7000-5800 AEC, Culture de Pengtoushan-Bashidang, au nord-ouest du lac Dongting, suivie de la culture du bas Zaoshi, v. 5800-5500
- 6500-5000 AEC, Culture de Chengbeixi, plus au nord de cette région : petits sites, dans la région de Xiajiang, à l'ouest du Hubei[43].

### L'Ouest
Des recherches conduites, en 2013, sur le premier site daté (5600-5000 AEC), celui de Yangchang en bordure du bassin du Tarim, au pied de la Cordillère du Kunlun au Xinjiang, sur les anciennes berges de la rivière Keriya ont montré que cette région a été occupée par des chasseurs-collecteurs lors de l'optimum climatique humide de l'Holocène. Autour d'un foyer situé à proximité de l'ancienne berge on a trouvé des lames, des grattoirs et des éclats en quartzite. Cette présence humaine au bord de la rivière pourrait, selon les archéologues, être l'indice d'une voie de migration (avec les autres rivières de ce bassin avant leur assèchement partiel) vers le plateau du Tibet, car on a trouvé le même type de lame anormalement grande (jusqu'à 54 mm) sur des sites contemporains.
Une étude paléoenvironnementale de 2007 sur les marges nord du plateau tibétain a permis de proposer plusieurs scénarios sur la néolithisation du plateau. On a des indices prouvant l'apparition de premiers agriculteurs et d'éleveurs, mais aucun site n'a été découvert. Les fluctuations du climat auraient conduit sur le plateau tibétain, parmi ces populations de chasseurs-cueilleurs, à des essais de culture diversifiées, et lorsqu'ils se seraient avérés infructueux ils auraient pu être compensés par la chasse et la collecte, stratégies encore majoritaires. Immédiatement après le Dryas récent le millet sauvage, mais surtout une variété d'orge spécifique du Tibet y auraient été consommés. Leur domestication serait intervenue ensuite, indépendamment des autres régions. Ensuite et jusqu'à aujourd'hui cette région a connu des périodes plus humides alternant avec des périodes très sèches. Le chameau de Bactriane, dont on retrouve la trace vers 4000 AEC, dans le Néolithique final, aurait été encore sauvage. Son utilisation systématique dans ces zones fragiles dès la dynastie des Zhou aurait participé à la dégradation du couvert végétal et à la transformation de dunes stables en sable instable.

### Nord, moyen fleuve Jaune: «pré-Yangshao», v. 7000-5000 AEC

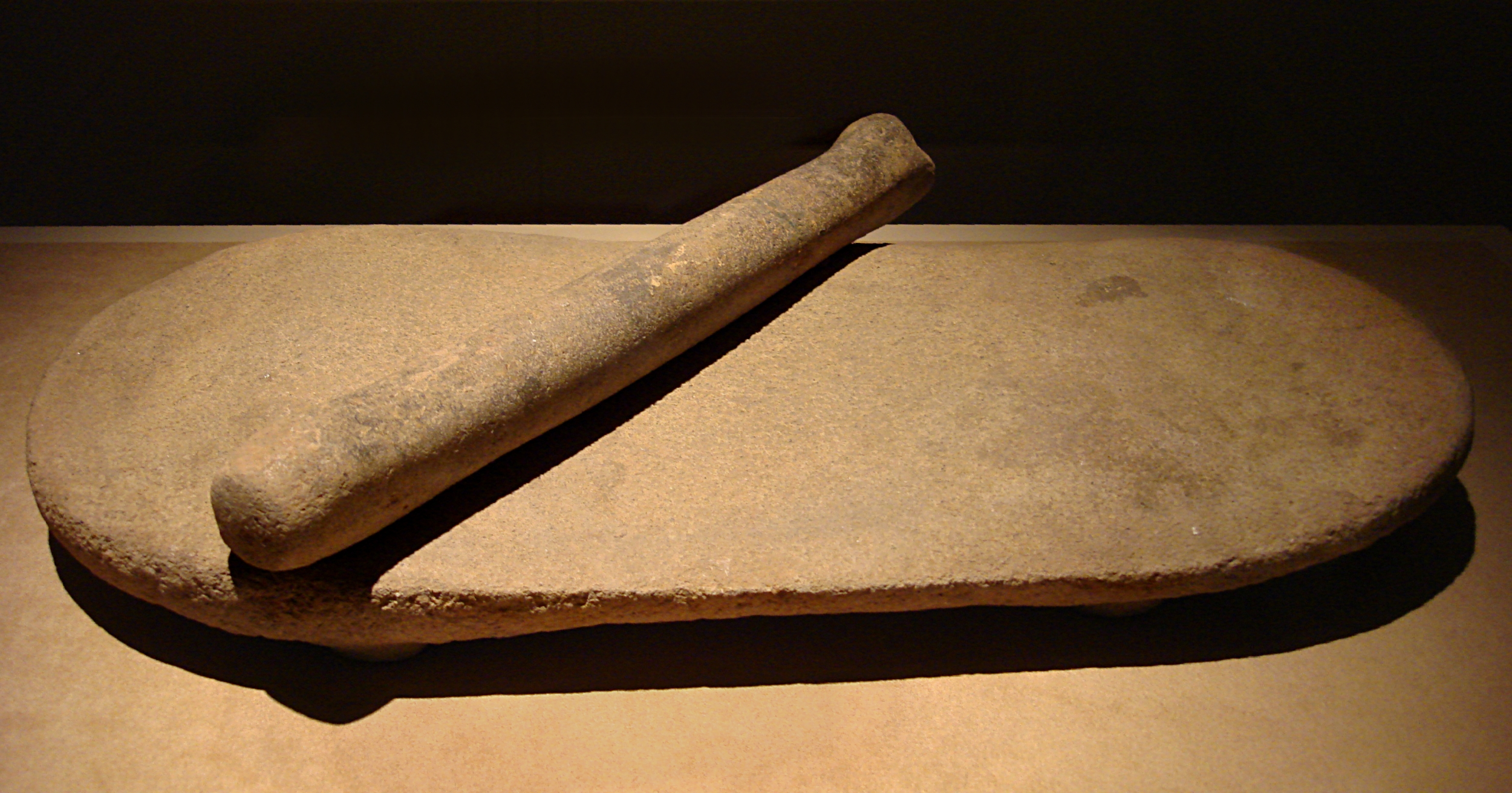
Meule sur quatre pieds et son rouleau broyeur. Grès jaune. Culture de Peiligang, Xinzheng, Henan. Musée national de Chine, Pékin

Les sites « pré-Yangshao » comportent, entre autres, les cultures de Laoguantai (avec Baijia-Dadiwan I), v. 6000-5000 AEC, et de Peiligang-Cishan : Peiligang, v. 7000-5000 AEC, Cishan-Beifudi, v. 6500-5000 AEC.
Certains sites de la culture de Peiligang témoignent d'une pratique précoce de la culture du millet des oiseaux. C'est actuellement le lieu de la première domestication du millet avec la culture de Cishan. En dehors d'une céramique bien plus résistante qu'auparavant, la culture de Peiligang a su produire, à Jiahu, des récipients destinés à recevoir des boissons fermentées à base de riz, de miel, de baies d'aubépine ou de grains de raisin. Il pourrait s'agir du plus ancien usage de raisin dans une boisson alcoolisée. Le site de Jiahu comportait 45 maisons, de nombreuses fosses de stockage, quelques fours et des cimetières. Les archéologues proposent de considérer les communautés de Peiligang comme étant assez égalitaires, avec une organisation politique embryonnaire, car ils constatent peu de différences dans les dépôts funéraires. Cependant, les tombes contenant des meules étaient systématiquement celles des femmes.

### Nord, région proche du delta du fleuve Jaune: culture de Houli, v. 6500-5500 AEC
Essentiellement située au Shandong, cette culture pose encore question : des recherches complémentaires sont nécessaires pour pouvoir déterminer si la vie sédentaire était le mode de vie dominant ou si elle était plus ou moins intermittente, interrompue par une vie itinérante de chasseurs-collecteurs. La culture du millet est attestée sur un site : millet commun et millet des oiseaux, ainsi que d'éventuelles traces de riz. On y trouve de nombreux objets de pierre, taillée et polie, ainsi que des céramiques très peu variées, aux formes utilitaires simples.

### Nord-Est: Xinglongwa, v. 6200-5200 AEC

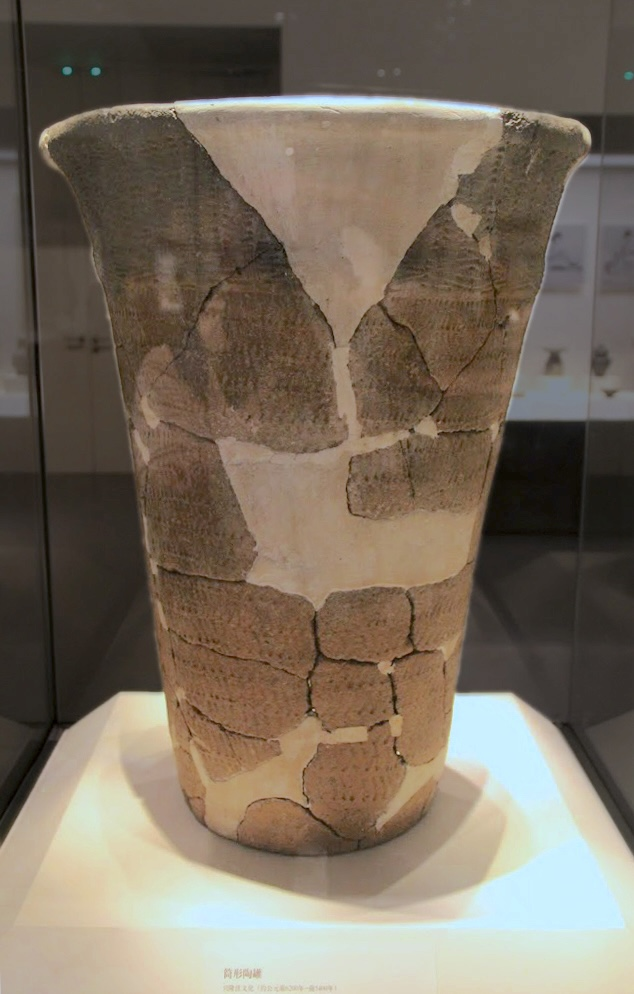
Jarre en terre cuite à décor cordé. Liaoning. Musée national de Chine, Pékin

De v. 6200 à 5200 AEC, il s'agit de la plus ancienne culture néolithique identifiée du nord-est de la Chine. Elle se retrouve essentiellement sur les limites actuelles des provinces de Mongolie-Intérieure et du Liaoning. L'habitat se présente souvent en villages organisés par des lignes parallèles, en grille. Chaque habitation avait un foyer en son centre. Le site de Xinglongwa lui-même possédait deux grands bâtiments (env. 140 m2) en son centre. Il semblerait que certaines constructions aient été utilisées à des fins rituelles : on y a découvert de nombreux squelettes d'animaux, pour l'essentiel des porcs et des cerfs, certains perforés et disposés en groupes sur le sol. Dans la tombe la plus somptueuse, un homme était enterré avec deux cochons et de nombreux objets de céramique, de pierre, d'os, de coquillage et en jade, une pratique très rare dans cette région. La céramique est de forme simple, le seau étant la forme la plus commune. Elle est alors fabriquée avec une argile sableuse, de couleur brunâtre et montée au colombin, parfois à décor cordé.

### Sud: Rivière des Perles, sud Guangxi: cultures de Dingsishan et Baozitou v. 6000-5000 AEC
La culture de Dingsishan et Baozitou (ou Baozhitou) — dénommée par l'un de ses sites sur le district de Yongning (Guangxi) — est située sur les premières terrasses des rivières Zuo, You et Yong et appartient à l'ensemble dit de la Rivière des Perles. Le site de Baozitou se trouve sur la préfecture de Nanning. Cette culture est interprétée comme une phase de la néolithisation du fait de sa production de poteries : des jarres de type guan à fond rond et à ouverture presque droite ou dressée sur une courte distance, sans lèvre. Les outils sont souvent de simples coquillages mis en forme. Des pierres taillées, des galets taillés, et des pierres percées de larges trous (10 cm de long × 7 cm de large × 4 cm d'épaisseur) composent l'essentiel du matériel avec des haches et des herminettes qui sont en pierre polie. Cette culture correspond à une période où le climat, particulièrement chaud et humide (v. 8400-4000 AEC), favorise le développement de la forêt tropicale. Les animaux consommés sont des bovins, des cervidés et des porcins mais pour l'essentiel c'est une culture de chasseurs-collecteurs de coquillages et de plantes comestibles. Les morts sont enterrés en position fléchie ou accroupie, ou démembrés. Les sites sont liés soit à de vastes amas coquilliers, soit à des cavernes calcaires des provinces du Guangxi et du Guangdong. Une quarantaine de sites correspond ainsi à des cavernes aménagées qui ont été utilisées constamment depuis la fin du Paléolithique jusqu'au Néolithique.

### Sud-est: la côte
L'origine des populations austronésiennes, longtemps supposée dans le sud-est du continent, est confirmée. Le delta de la rivière des Perles est un second point d'origine possible. Ensuite Taïwan est le point de départ de ces langues vers l'Indonésie et le Pacifique. Leur passage depuis le continent vers l'île se serait effectué depuis la côte qui lui fait face, où plusieurs sites témoignent d'un matériel commun avec ceux situés de l'autre côté du détroit de Taïwan, dans la culture de Dapenkeng. Les sites du Néolithique de la côte sud-est, Keqiutou, Fuguodun et Jinguishan apparaissent avec une grande variété de poteries, des outils de pierre polie et d'os autour de 6000 AEC, et disparaissent avec l'apparition des bronzes autour de 3500 AEC. La culture de Dapenkeng, entre 4500 et 2200 AEC, correspond au Néolithique initial sur l'île de Taïwan. Les habitants pratiquaient l'horticulture et la chasse, mais également la collecte des coquillages marins et la pêche des poissons, avant de compléter leur alimentation avec la culture du riz et du millet,. Le consensus semble, en 2016, s'être fait sur cette question : les populations austronésiennes seraient originaires du continent et seraient passées dans l'île par ces sites côtiers.

## Néolithique moyen
- Cette partie est une présentation générale du Néolithique moyen. Afin d'éviter les répétitions, les sources scientifiques la concernant n'apparaissent pas ici mais dans les développements détaillés présentés dans le reste de l'article.

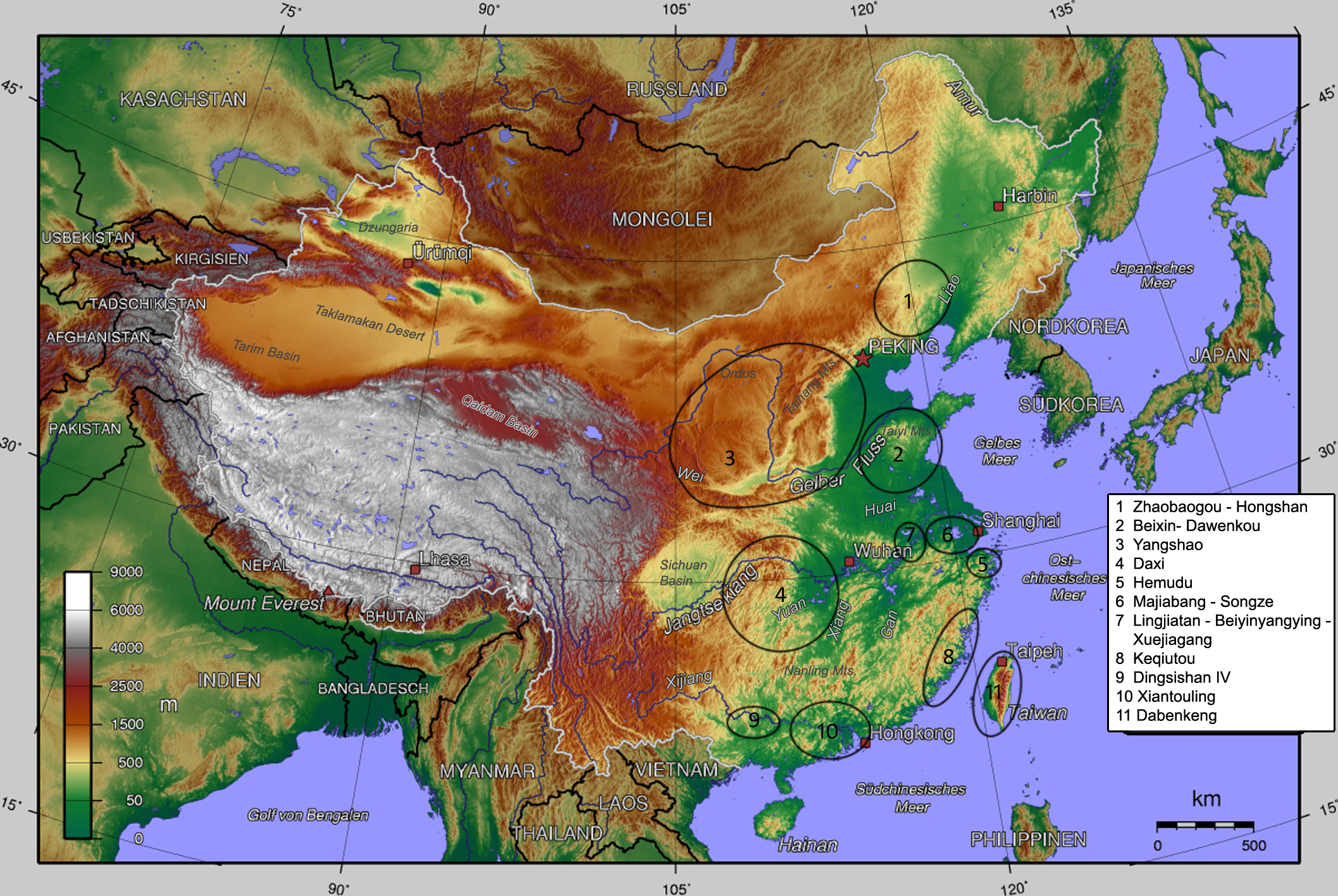
Cultures du Néolithique moyen en Chine

Plusieurs sites où des cultures très différenciées présentent des indices anciens de néolithisation sont passés en partie ou en majorité à la production de denrées alimentaires et à leur stockage, le millet et le riz domestiques devenant des aliments très prisés. Après une phase durant laquelle certaines populations manifestent des carences alimentaires, on assiste à un essor démographique important. Cette transition s'effectue aussi bien sur le continent que dans les îles, en particulier avec la culture de Dapenkeng, à Taïwan.
L'usage d'une pierre polie très dure à travailler, le jade, apparaît dans la culture de Hongshan, au Nord-Est, et ces populations entrant en contact un peu partout, l'usage de ces objets de prestige est un indice de sociétés où se manifestent une division du travail et l'apparition d'élites. Ces dernières se distinguent par des signes ostentatoires qui se sont conservés : céramiques funéraires de luxe ici, jades précieux entassés ailleurs. La pierre polie marque donc des différences sociales ; elle sert autant à la réalisation d'objets de tous les jours que d'armes pour la chasse et pour la guerre, dont les signes se multiplient dans certaines régions v. 3500-3000 AEC.
L'ensemble des découvertes archéologiques, effectuées dès 1921, regroupées peu à peu sous la dénomination de « culture de Yangshao » du nom de la découverte initiale, s'est avéré, avec l'accumulation des résultats, très divers. Ces cultures se sont étendues sur un large espace dans les régions voisines du cours moyen du fleuve Jaune, et sur une très longue durée. Après les cultures de v. 5500-4500 AEC, dites « pré-Yangshao », qui témoignent quant à elles des premiers foyers de néolithisation en Chine, les connaissances actuelles sur cet ensemble révèlent quatre grandes périodes néolithiques.
Ce sont, au début et durant la phase moyenne, des sociétés apparemment égalitaires. Leurs créations de céramiques funéraires peintes témoignent d'une très grande richesse d'invention. Elles sont bien cuites, vers 900 °C. Montées au colombin, elles sont ensuite tournées sur un tour lent pour les plus petites pièces à la fin de la période. L'agriculture devient une source importante d'alimentation, entraînant un accroissement significatif de la population et des villages de taille plus importante qu'auparavant se multiplient depuis les piedmonts vers les plaines, et d'est en ouest, en raison de la pression démographique. Durant le Yangshao moyen ces sociétés lignagères sont donc apparemment encore égalitaires, encore que les femmes adultes et âgées soient exclues des inhumations collectives, peut-être parce qu'elles viennent d'autres communautés à travers leur mariage. Dans la phase tardive, il semble à certains anthropologues que l'on entre dans une société de chefferies.

### Centre Est, région du delta du Yangzi: culture de Hemudu, v. 5000-3300 AEC

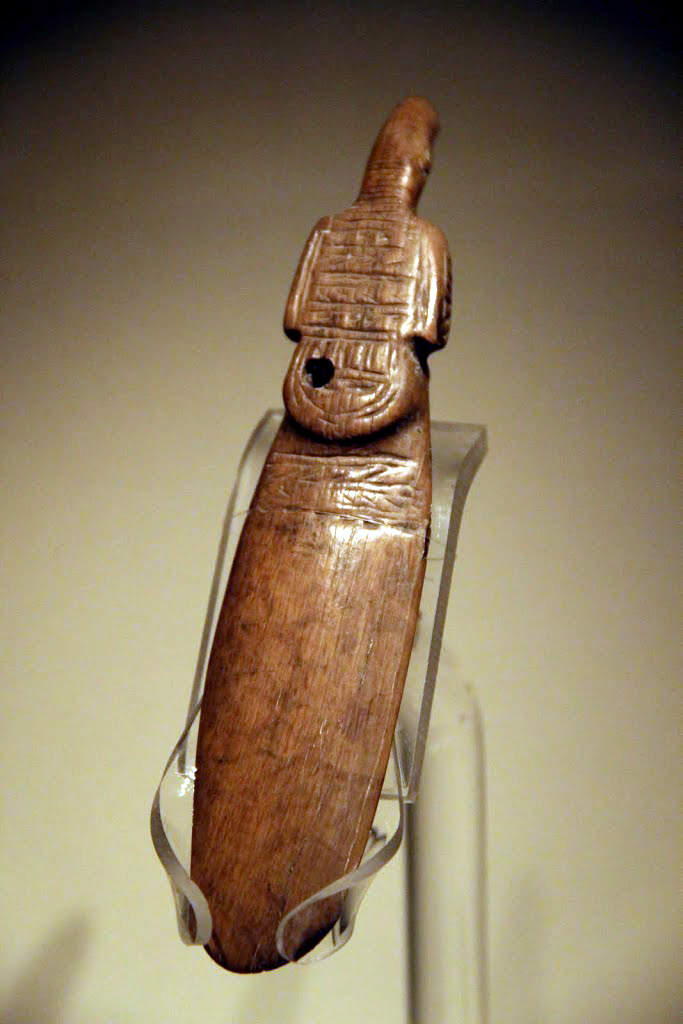
Ivoire façonnée en forme de pagaie ornée d'éléments multiples dont une tête d'oiseau. Musée national de Chine

La culture de Hemudu couvre toute la période qui va de la néolithisation jusqu'au Néolithique et elle rassemble plusieurs cultures légèrement différenciées, ceci sur une très longue période : les cultures de Hemudu, v. 5000-3300 AEC, Majiabang, v. 5000-4000 AEC, Songze, v. 4000-3300 AEC, Beiyinyangying, v. 4000-3300 AEC, Xuejiagang, v. 3300 AEC.
La culture de Hemudu est localisée sur une surface assez réduite, bien au sud de Shanghai, au sud de la baie de Hangzhou. L'habitat lacustre sur pilotis a énormément surpris lors de sa découverte en 1973, en raison de son extrême différence d'avec l'habitat en terre de la Chine du nord, qui semblait, dans la Plaine centrale, constituer l'origine et le centre de la culture chinoise. Dans une région de collines et de plaines très arrosées, de nombreuses autres cultures voisines vivaient sous un climat bien plus chaud et humide qu'aujourd'hui. La culture de Hemudu ancienne a été elle-même précédée par les cultures associées de Xiaohuangshan (v. 7000-6000 AEC) - Kuahuqiao (v. 6000-5000 AEC). La culture du riz initialement sauvage s'y est établie sur une longue durée jusqu'à sa domestication. Les premières cultures se faisant par drainage, elles ont été suivies par des champs irrigués au Zhejiang vers 4000 AEC sur le site de Kuahuqiao (6000-5500 AEC), dans le delta, avec des canaux d'irrigation et des puits, et celui de Tianluoshan (5000-3000 AEC) : du riz cultivé et en cours de domestication. Cependant les habitants de Hemudu se sont alimentés en grande partie avec des produits de la nature qu'ils trouvaient en abondance sur place. Dès la Période I, on trouve divers ornements corporels en fluorite et en « pseudo-jade », puis le travail du jade a prospéré. La céramique est souvent noire et les parois d'épaisseur inégale ; durant la Période I, la cuisson ne dépasse guère les 800 °C. Les maisons sur pilotis portent souvent la marque de la maîtrise de l'assemblage par tenon et mortaise. Le plus ancien objet laqué au monde, un bol en bois, y a été découvert. Au cours de la dernière période la céramique était habituellement cuite à assez haute température, fine et solide, montée au tour lent, parfois au tour rapide.

### Sud-Ouest, moyen Yangzi: culture de Daxi, v. 5000-3300 AEC
La culture de Daxi est localisée dans la région des Trois Gorges sur le cours moyen du fleuve Yangzi. Le site de Chengtoushan, entouré d'un fossé de drainage dès sa fondation vers 4500 AEC, est aussi rapidement protégé par un mur et un fossé profond. Sa superficie couvre 8 ha vers 4000 AEC. On y trouve dès les premiers temps de son occupation les premières rizières découvertes en Chine, à côté de sources d'alimentation traditionnelles aux chasseurs-cueilleurs. Le porc était définitivement domestiqué. La population s'est accrue considérablement dans ce contexte d'une alimentation riche et variée et avec ce style de vie sédentaire. Cette culture pourrait être à l'origine de la culture de Qujialing v. 3400-2500 AEC, et Shijiahe, v. 2500-2000 AEC. Cependant, dans sa phase ultime, elle montre des similitudes avec la culture de Longshan (3000-2100). De larges fossés semblent avoir servi au drainage pendant la saison des pluies. Les dépôts funéraires indiquent qu'une différenciation sociale y était déjà particulièrement marquée.

### Nord, Moyen fleuve Jaune: culture de Yangshao, v. 4500-3000 AEC

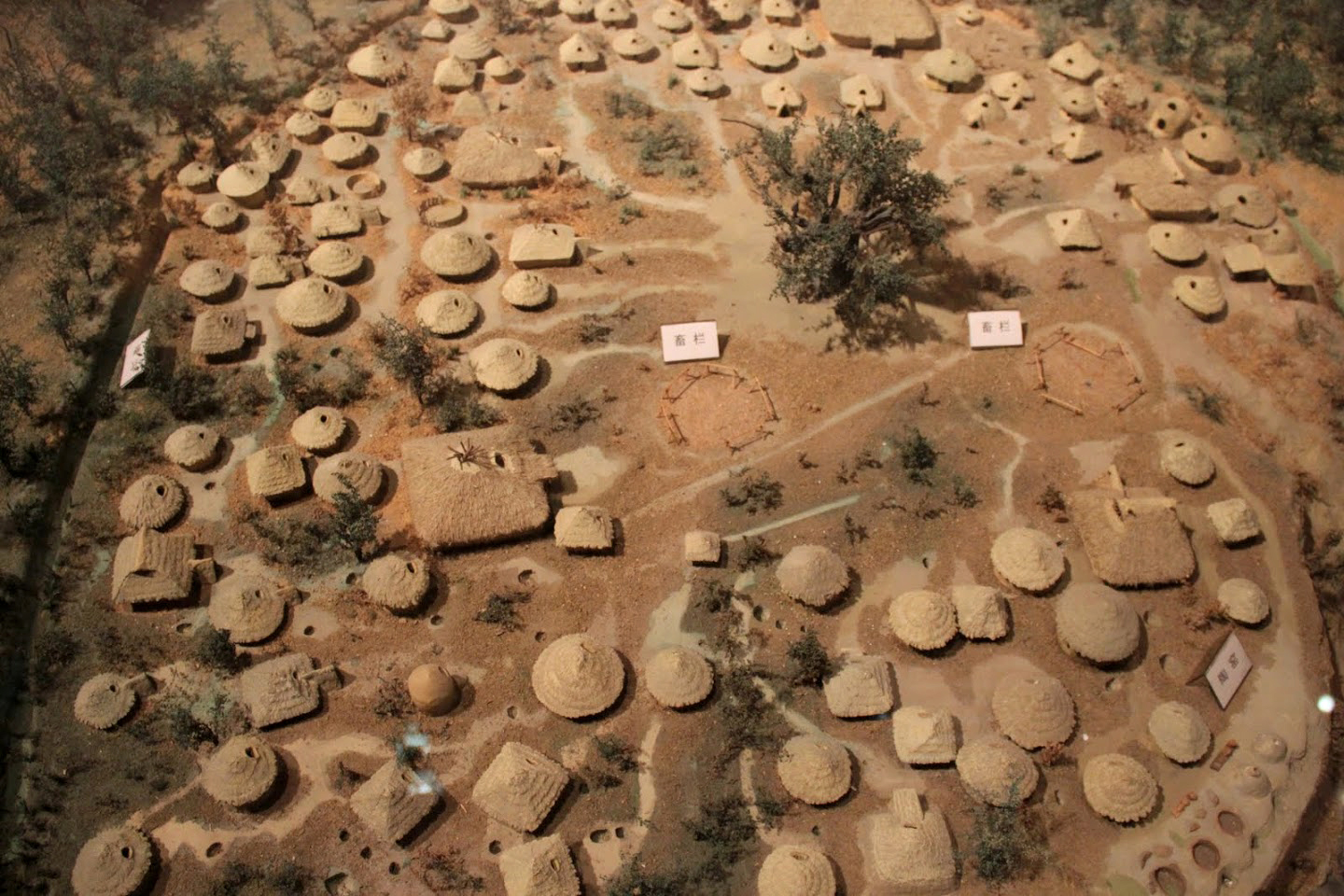
Reconstitution hypothétique du village de Jiangzhai, région de Banpo, à l'époque du Yangshao ancien. Musée National de Chine

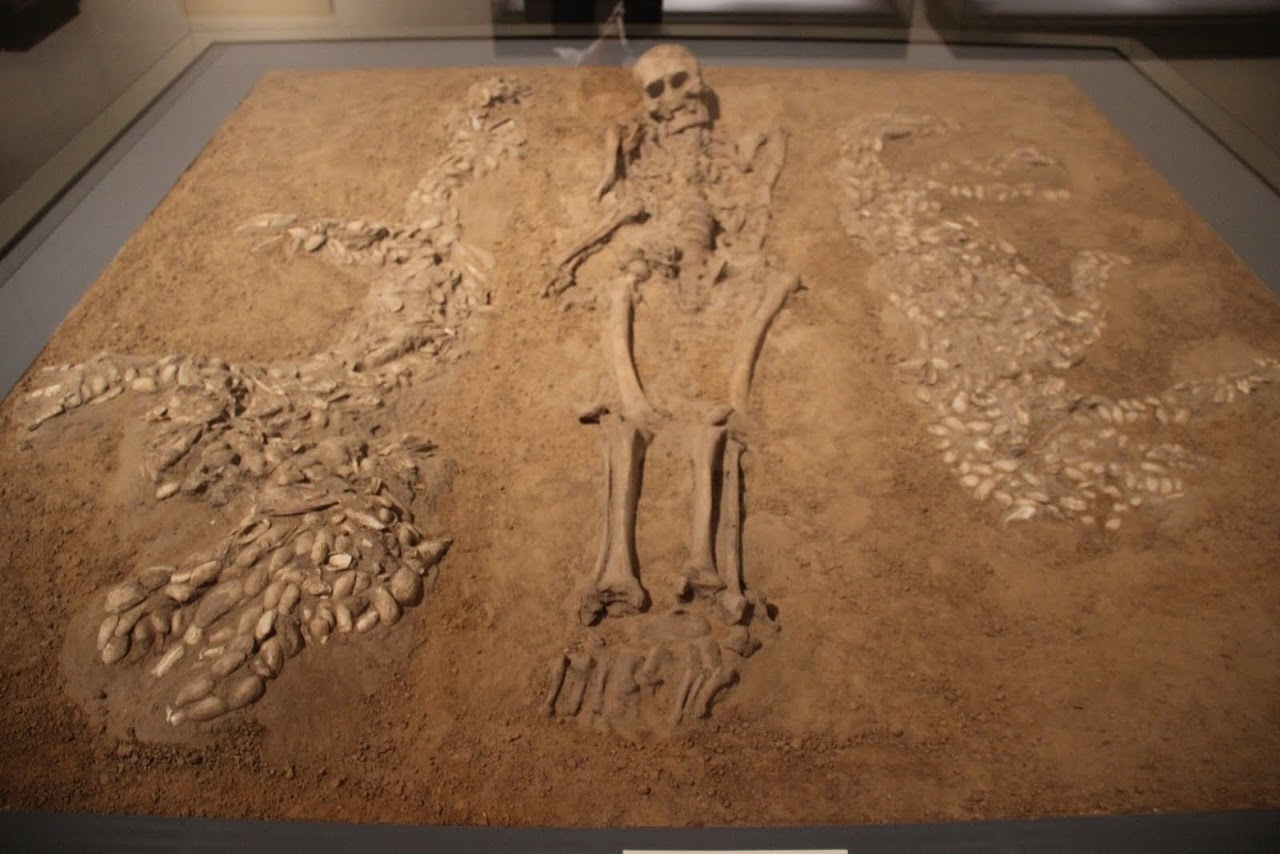
Tombe présentant des mosaïques de coquillages et un squelette d'homme interprété comme un chaman. Yangshao. Musée national de Chine

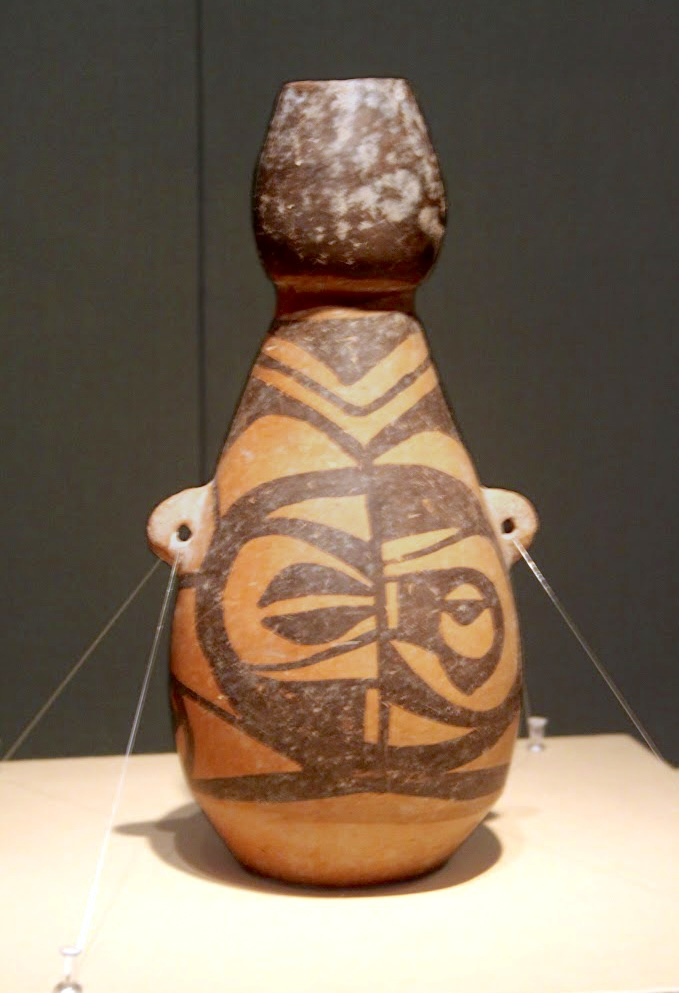
Pot à décor de masque (?). Petit pot de terre cuite. Yangshao ancien. Musée Historique du Shaanxi, Xi'an.

Découvert en 1921, Yangshao, dans le Henan, fut le premier site néolithique chinois étudié Au cours des décennies suivantes, de nombreux sites le long du Moyen-Fleuve jaune et de la rivière Wei ont été rattachés à la culture de Yangshao. Le plus célèbre, Banpo, près de Xi'an, est devenu une attraction touristique. La période de Yangshao correspond à l'optimum climatique postglaciaire de Chine du nord. L'étendue géographique et le raffinement de cette culture ont conduit, pendant un temps, à renforcer l'idée selon laquelle la vallée du fleuve Jaune constituait le noyau originel à partir duquel la culture chinoise s'est diffusée.
Pendant une première phase, le Yangshao ancien (4500-4000 AEC), la culture du millet des oiseaux et du millet commun deviennent d'importantes sources d'alimentation et entraînent un accroissement significatif de la population et de la taille des villages, mais la chasse continue à jouer un rôle prépondérant. L'habitat est de type dispersé, avec des sites d'environ 5 ou 6 hectares. Au cours de la période suivante (Yangshao moyen 4000-3500 AEC) ou phase Miaodigou, ils atteignent 40 à 90 hectares.
Pendant la dernière phase (Yangshao récent 3500-3000 AEC), on peut distinguer deux types de cultures. Certaines comme Dadiwan sont des centres régionaux, ce site ayant atteint la taille de 50 ha. D'autres sont des cités conflictuelles, de taille moyenne, comme dans la région de Zhengzhou : le site de Xishan en est un exemple de 25 ha. Certaines tombes se distinguent par des dépôts funéraires exceptionnels. Elles ont nécessité un gros investissement et pourraient être les témoins des premières différenciations sociales, alors que dans le Yangshao ancien, la société aurait été égalitaire. Une tombe semble avoir révélé des indices de chamanisme, mais l'interprétation de la découverte archéologique reste problématique : les chercheurs chinois ont cru reconnaître un dragon et un tigre de part et d'autre du défunt, le tout en une mosaïque de coquilles de mollusques, décor tout à fait unique. Le chamanisme, phénomène observé à l'époque moderne, peut-il être démontré à partir de restes archéologiques ? Cette question faisait encore débat en 1998.

### Nord-Est, zone étendue vers le delta du fleuve Jaune: cultures de Beixin, v. 5300-4300 - Dawenkou, v. 4300-2400 AEC
La culture de Beixin (v. 5300-4300 AEC) au Shandong, dans le climat chaud et humide des plaines inondables voisines du delta du fleuve Jaune, a laissé des traces d'habitats. Il s'agit de populations sédentaires vivant dans de petites habitations (moins de 10 m2 semi-enterrées, rondes ou ovales). On y accédait par une pente douce ou quelques marches. Dans le village, on trouve des fosses à cendre, des cimetières et des fours à céramique. Celle-ci, encore montée à la main, présente une composition adaptée à la fonction à laquelle elle est destinée. Par ailleurs, selon l'usage de l'outil, la pierre pouvait être taillée puis polie ou seulement taillée. Les populations avaient recours à un large spectre de moyens de subsistance : chasse et pêche, collectes saisonnières, culture et animaux domestiques. La richesse des ressources naturelles, à proximité de l'eau environnante, donnait à la pêche et à la collecte des moules une grande importance.

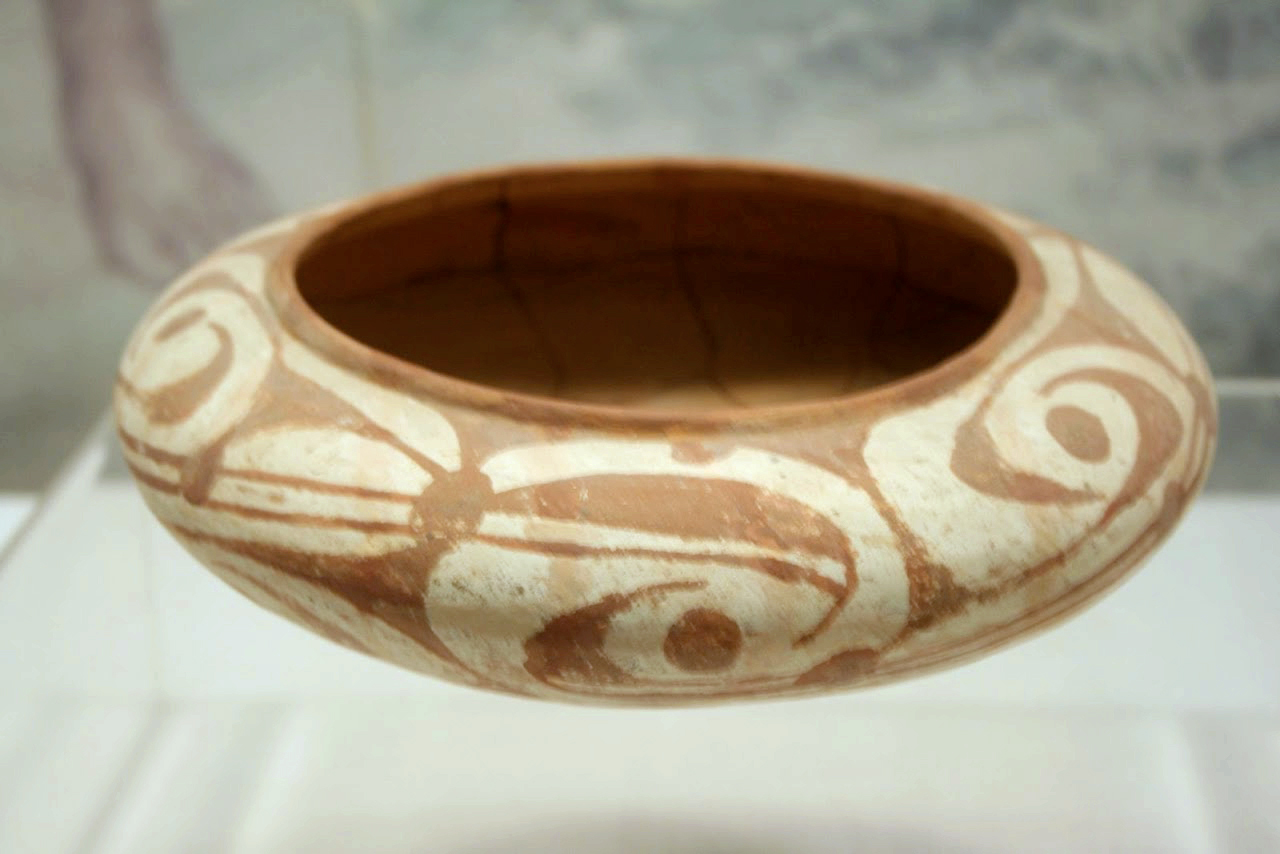
Bol, Dawenkou. Terre cuite peinte. Musée de Nanjing, Jiangsu

La culture de Dawenkou (v. 4300-2600 AEC) voit le passage d'une céramique montée à la main à une céramique montée au tour avec de grandes roues de pierre. Des formes élégantes apparaissent, parfois ajourées pour être posées sur un foyer. Des décors abstraits peints ou des stylisations sont disposés avec une parfaite maîtrise sur tout l'espace disponible. Ces objets découverts dans les sépultures correspondent à une culture qui maîtrise aussi l'agriculture, comme semble l'indiquer la présence de couteaux et de faucilles, pour d'éventuelles moissons. Les fouilles ont mis au jour de nombreuses traces de millet, de riz et des graines de soja dans les différents niveaux archéologiques. Les animaux domestiqués sont essentiellement le porc et le chien, les mandibules de porc étant ici sans doute des offrandes funéraires. Des parures de jade, des vases tripodes qui serviront de forme de référence aux futurs bronzes li, se multiplient et témoignent de différences sociales. Dans la phase finale, les décors ont disparu au profit d'une plus grande recherche de la prouesse, avec en particulier des gobelets sur haut pied, fin et parfaitement vertical. Cette démarche devait trouver son prolongement dans la culture de Longshan.

### Nord-Est: culture de Hongshan, v. 4700-2900 AEC jusqu'au Néolithique final

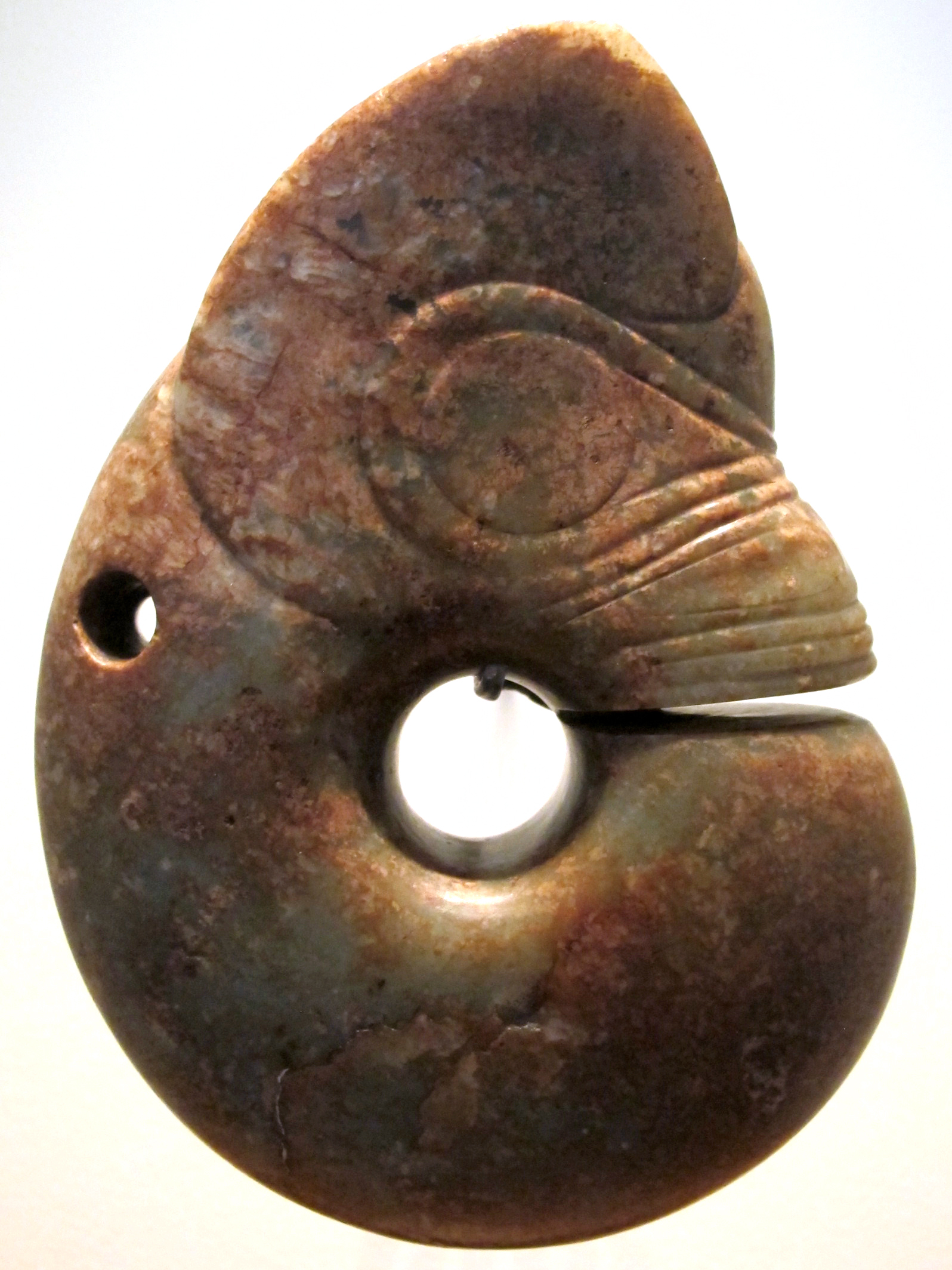
Amulette: dragon (dragon-cochon) ou larve d'insecte lovée. Liaoning. Jade H. 15 cm. Musée Guimet.

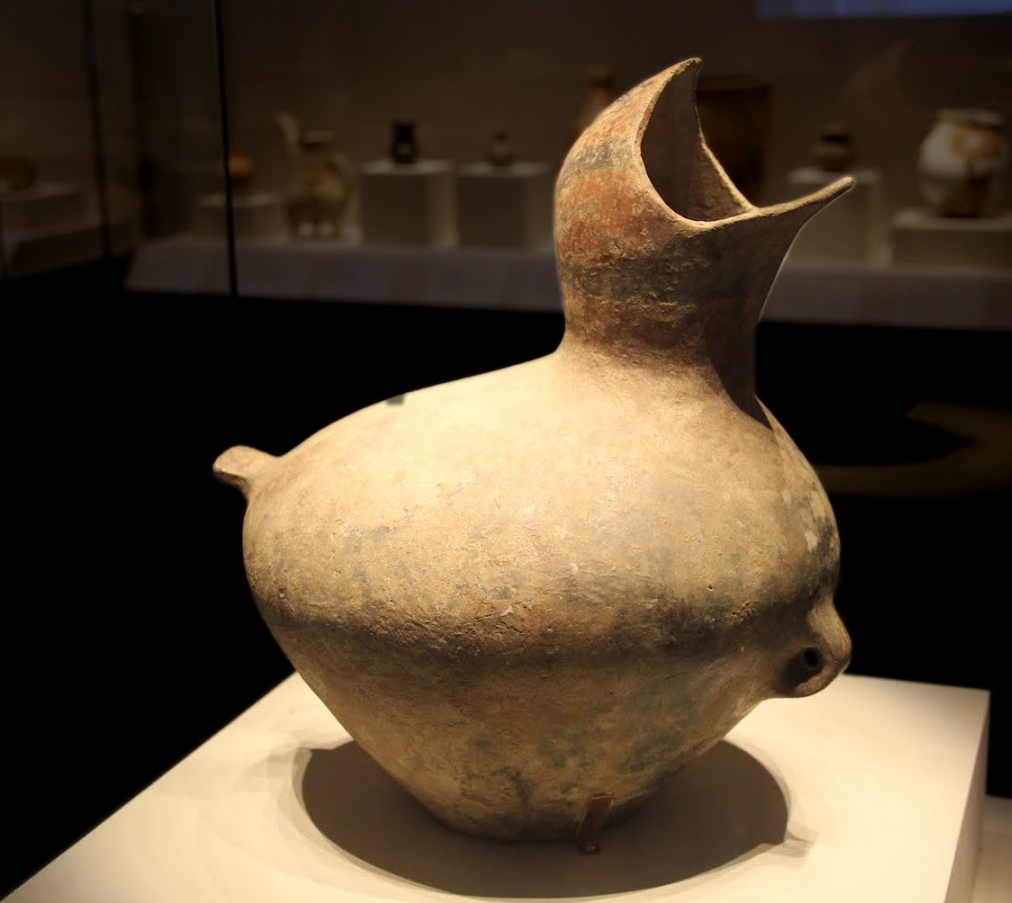
Jarre en terre cuite peinte en forme d'oisillon, culture de Xiaoheyan (3000-2600 AEC) phase finale. Région du fleuve Liao.

Au nord de la Chine actuelle, en Mongolie-Intérieure et au Liaoning, la culture de Hongshan (v. 4500-3000 AEC) est située dans le bassin du fleuve Liao. L'agriculture tient une place importante à côté de la chasse et de l'élevage. L’habitat est dispersé et des familles-clans devaient y vivre en autarcie, toujours dans des maisons semi-enterrées au sol de terre battue, avec foyer central. Les archéologues considèrent que certains indices permettent de parler de la complexité sociale de cette culture : des sites plus développés que les petits villages qui les environnent, des complexes dédiés aux rites comme à Niuheliang (v. 3650-3150 AEC) ayant nécessité la direction des travaux par une élite, et la taille du jade pour un usage dans ces rites, ce qui impliquait déjà la recherche de matériaux bruts sur de longues distances, la standardisation des formes et des objets et leur répartition au sein de ces élites. On voit alors apparaître de grands ensembles architecturaux, cairns, autels et surtout le grand temple de la « Déesse » à Niuheliang. Cet espace renfermait, modelées dans l'argile, sept figures féminines dont certaines trois fois plus grandes que nature, un thème totalement inédit alors. Sur un autre site de rituels, à Dongshanzui, de petites statuettes féminines parturientes, elles aussi modelées dans l'argile. La culture de Xiaoheyan (v. 3000-2600 AEC), qui fait suite à la culture de Hongshan, voit s'effacer les différences sociales et ces populations disparaître.
Il semblerait, selon des études récentes, que nombre des jades jusqu'ici attribués à la fin de cette période soient postérieurs au Néolithique. Le jade semble cependant avoir bénéficié d'un attrait précoce, ce malgré le travail considérable nécessaire pour la travailler, comme l'indique l'originalité des formes qui caractérisent les jades de cette culture.

### Nord-ouest, Altaï: blé et orge
Une étude parue en 2020 concernant le site de la grotte de Tongtian dans les montagnes de l'Altaï, avec une occupation ponctuée datée entre 3 200 et 1 200 ans (coïncidant avec le refroidissement global de la transition de l'Holocène moyen-tardif) montre la présence de grains d'orge et de blé, ce qui repousse les premières dates de diffusion du blé et de l'orge dans les régions septentrionales de l'Asie (premières cultures documentées - en 2020 - au Croissant fertile au Néolithique précéramique B, PPNB, entre le début du IXe millénaire et le début du XIe millénaire AEC). Ce site a également livré les plus anciennes traces de la présence de chèvres dans la partie orientale de l'Eurasie, datées d'environ 2300 avant notre ère.
Le cadre écologique autour du site était légèrement plus chaud et plus humide à l'époque où les gens vivaient dans et autour de cette grotte. Ces premières populations agropastorales à faible investissement dans la région de la steppe du Nord ont joué un rôle majeur dans les échanges transeurasiens préhistoriques.

## Néolithique final
- Cette partie est une présentation générale du Néolithique final. Afin d'éviter les répétitions, les sources scientifiques la concernant n'apparaissent pas ici mais dans les développements détaillés présentés dans le reste de l'article.

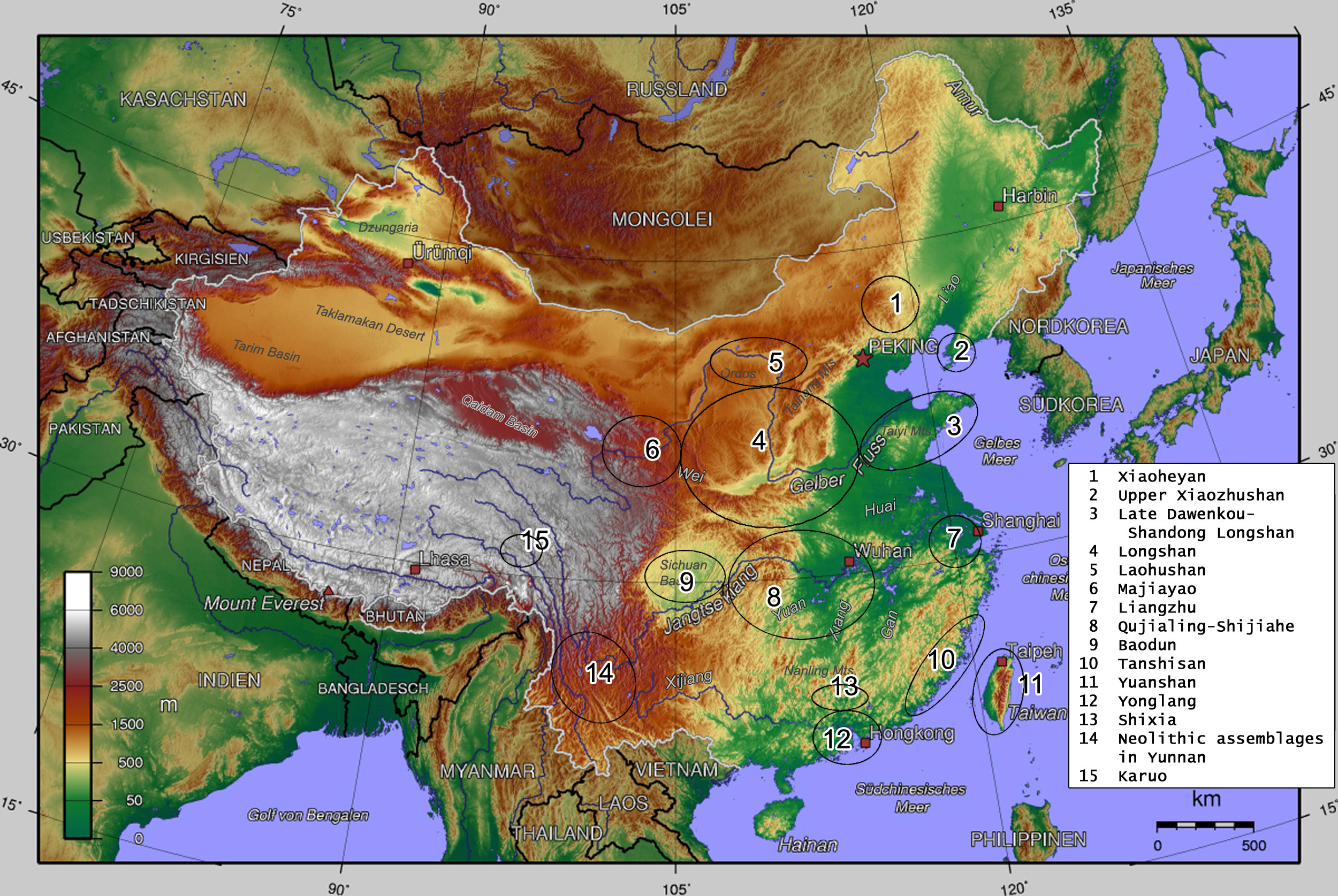
Les cultures du Néolithique final en Chine.

À l'ouest et toujours plus loin vers l'ouest, les cultures situées au débouché du corridor du Hexi se développent, dont celle de Majiayao. Dans cette région qui bénéficie de sa position stratégique en tant que zone d'échange entre l'Est et l'Ouest, on trouve pour la première fois rassemblées six céréales. Les unes proviennent de l'Est comme le riz et le millet, d'autres provenant de l'Ouest comme le blé et l'orge. On y a découvert le premier objet de bronze, provenant d'un échange avec l'ouest : un modeste petit couteau. Les populations locales vont essayer de s'approprier cette technologie pour réaliser de menus objets au cours de la période suivante. Par ailleurs, ces populations ont réalisé des céramiques peintes aux motifs géométriques, et parfois anthropomorphes, ce qui est alors très rare en Chine.
Par ailleurs deux cultures, dites de Longshan, se répandent sur de vastes surfaces : l'une dans les régions du cours moyen du fleuve Jaune en prenant position sur les terres de la culture de Yangshao, l'autre depuis la région de l'embouchure de ce même fleuve au Shandong mais dans des paysages plus inondables. Dans les premières villes qui apparaissent à cette époque dans la région du moyen fleuve Jaune, de nombreuses tombes ont fait l'objet d'un traitement qui signale une élite émergente. Les dépôts funéraires très riches sont des indicateurs d'une société où des artisans spécialisés élaborent un savoir-faire très attentif à la prouesse. C'est aussi ce qu'on trouve dans les cultures de Longshan du Shandong : une céramique noire de luxe peut atteindre la finesse d'une coquille d'œuf.
Au cours de cette période, vers 4000 AEC, des groupes du sud-est de la Chine et de Taïwan, appartenant à la famille linguistique des langues austronésiennes (austronésiens), se déplacent de l'Asie du Sud-est vers l'Indonésie et jusqu'aux îles du Pacifique Sud-ouest. Cette culture est désignée, en Nouvelle-Calédonie, par le site archéologique du même nom qui a permis pour la première fois de dater l'ancienneté de cette migration : Lapita. Ces populations, selon les travaux phylogénétiques sur l'austronésien, auraient inventé la pirogue à balancier : une pirogue assez primitive avec, probablement, une voile rectangulaire, qui remonte mal au vent. D'île en île, cette découverte permanente s'est prolongée pendant des millénaires: la culture Lapita atteint l'Océanie au IIe millénaire, et la céramique Lapita se rencontre v. 1500 AEC dans l'archipel Bismarck cette migration-découverte se poursuit, ensuite, jusqu'à l'île de Pâques et la Nouvelle-Zélande.
La société de cette époque en Chine est manifestement très hiérarchisée dans de nombreuses cultures mais pas partout. On rencontre en particulier des élites à l'est, dans la culture de Liangzhu, vers l'embouchure du Yangzi, riche productrice de riz paddy. Les signes ostentatoires de richesse se multiplient avec d'importantes accumulations de jades ouvragés et soigneusement polis : les fameux tubes cong et les disques bi dont l'usage se répand jusqu'à l'ouest de la Chine sont les plus célèbres de ces jades. Un quartier de l'agglomération est réservé à ces travailleurs spécialisés. Les tombes de l'élite faisaient l'objet de petits regroupements bien distincts et fort éloignés des cimetières du peuple. Un autre site plus loin au sud, Linjiatang, v. 3600-3000 AEC, xian de Hanshan, Anhui, a produit de nombreux jades aux formes uniques et percés d'orifices minuscules : cette technologie très complexe est parfaitement maîtrisée alors. À l'ouest, les cultures de Qujialing et Shijiahe voient les villes s'entourer de murs et la présence de guerriers est attestée : le développement agricole ayant entraîné une forte poussée démographique, la pression sur les ressources mène à des conflits ouverts.
Au sud, les populations semblent ignorer cette pression et ces conflits ainsi que cette hiérarchisation sociale. Les communautés agricoles qui se développent dans les collines et même sur le plateau tibétain apprivoisent diverses céréales et plantes consommables jusqu'à 3 000 m d'altitude. Quant aux populations riveraines de lacs, de rivières et de l'océan, elles continuent de bénéficier de ces ressources abondantes sans que la démographie s'en ressente fortement. Des réseaux de communications sont bien établis mais chacun poursuit ses traditions adaptées à ces climats, pourtant fort différents.

### Haut fleuve Jaune: culture de Majiayao, v. 3300-2000

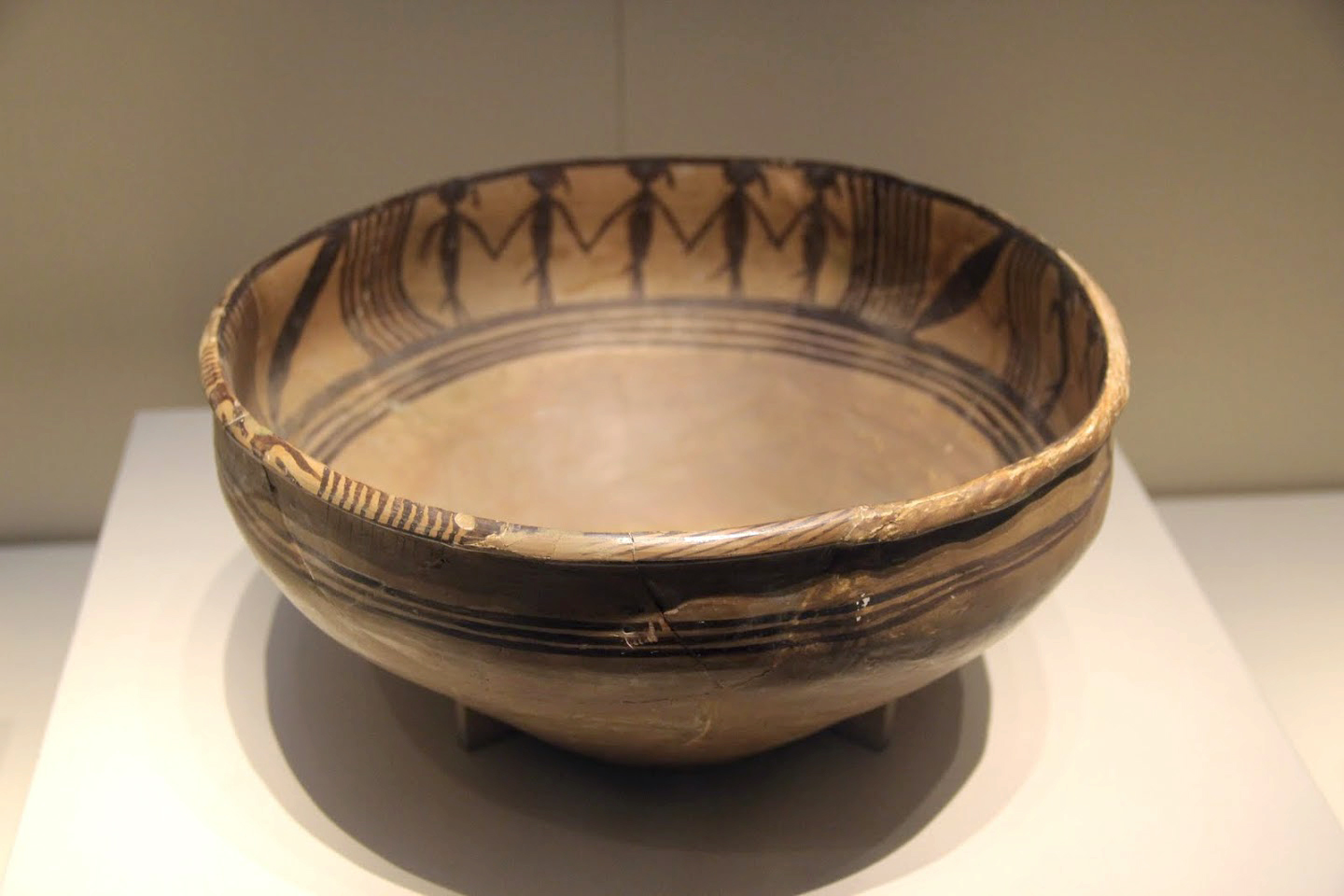
Bassin de céramique peinte aux groupes de figures dansantes. H. 12.5 cm. Phase Majiayao. Musée National de Chine

La culture de Majiayao comporte trois phases successives : v. 3500-2700 AEC, Majiayao proprement dit, v. 2700-2000 AEC, Banshan et v. 2500-1800 AEC, Machang, connues sur trois sites différents situés de plus en plus vers l'Ouest, le déplacement étant lié à la pression exercée par des cultures de Yangshao (4500-3000 AEC), durant l'optimum climatique du milieu de l'Holocène. Il s'agit toujours d'une culture néolithique au nord-ouest, sur le cours supérieur du Fleuve Jaune. Elle est plus ancienne mais ensuite contemporaine de l'importante culture de Longshan (2900-1900 AEC). Elle précède la culture de Qijia qui marque le passage à l'âge du Bronze.
On y pratique l'agriculture, la chasse et la cueillette. Cette région située au Gansu et à la frontière du corridor du Hexi était déjà une zone de passage et d’échanges tournés vers l'ouest avec l'Asie centrale ainsi que la Sibérie méridionale, et vers le nord avec les steppes de Mongolie. La culture de Majiayao en a profité en particulier dans le domaine de la culture des céréales. On y a trouvé ces six céréales : les premiers types de blé, d'avoine et d'orge cultivés en Chine, en provenance du Moyen-Orient (avec les premières mises en culture vers 4600), à côté du millet commun et du millet des oiseaux (premières mises en culture vers 3000, en Chine centrale) ainsi que le riz, originaire de la vallée du Yangzi. Cette région était donc, dès le troisième millénaire, un lieu d'échange très important entre l'est et l'ouest.
La céramique peinte, singulièrement très abondante et très élaborée dans cette culture, a été préservée dans les tombes. L'étude du contenu de ces tombes semble montrer, dans la première phase, l'égalité entre hommes et femmes. Néanmoins les outils qui indiquent les activités propres à chaque sexe apparaissent et différencient ainsi les inhumations. Puis dans la phase Machang, la dernière, des inégalités sont manifestes : une tombe d'adulte mâle a ainsi pu contenir jusqu'à 85 céramiques. Ces céramiques sont peintes à grands traits de pinceau brun et noir. Ce sont surtout de grandes jarres, souvent avec des figures anthropomorphes, la tête coïncidant avec l'ouverture ou inscrite dans le col, parfois en faible relief.

### Moyen fleuve Jaune: culture de Longshan, v. 2900-1900 AEC

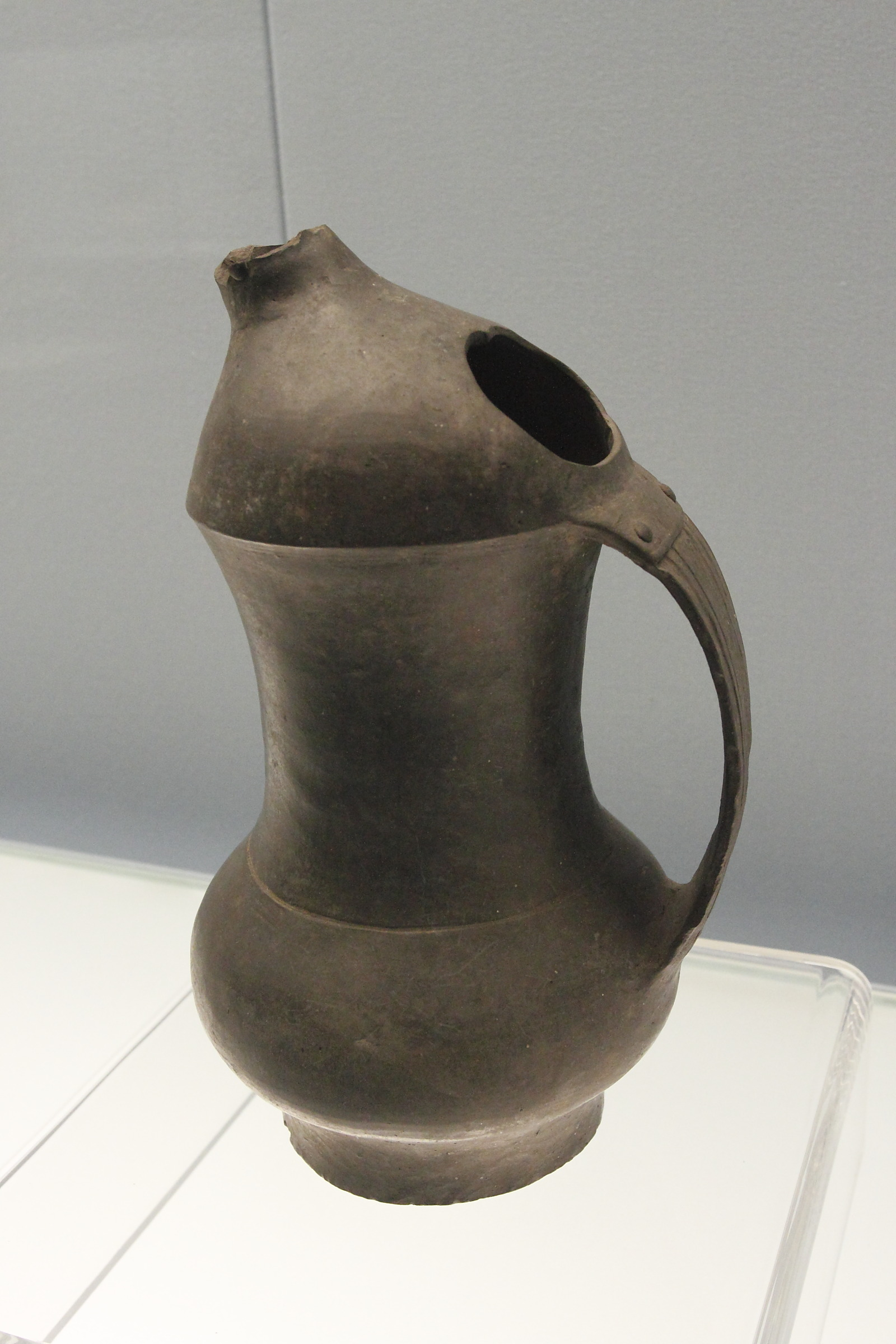
Pichet. Terre cuite grise fine et lustrée, Longshan du Shandong. Musée de Shanghai. Interprété comme prototype de récipient métallique.

Cette culture s'est étendue sur une très longue période sur deux zones géographiques bien distinctes.
La première zone s'étend sur le cours moyen du fleuve Jaune : le Longshan du Henan (2900-2000 AEC). Des centres fortifiés, jusqu'à 289 ha, apparaissent et la population s'accroît. Quelques différences se creusent entre une élite aux tombes enrichies de dépôts exotiques et une abondante population qui pratique l'inhumation collective. La terre cuite est de couleur claire. Au cours de la période suivante, au Néolithique tardif, dans le sud-ouest du Shanxi, la plus célèbre ville de la culture de Longshan est Taosi (300 ha), datée de 2600 à 2000 AEC. La stratification sociale semble bien plus nette. Les tubes cong et les disques bi ressemblent à ceux de la culture de Liangzhu, pourtant très éloignée.
Correspondant à la fin de la culture de Longshan sur le cours moyen du fleuve Jaune, au Shaanxi, une publication de 2018 fait état d'une cité fortifiée (>400 ha), avec des murailles en pierre, datant du Néolithique final jusqu'au début de l'âge du bronze : Shimao (v. 2300–1800 AEC), "le premier centre urbain, politique et rituel régional, sur le plateau de loess du nord de la Chine". Les élites ont été enterrées avec des objets de jade et de bronze ou/et de cuivre élaborés, faisant partie d'un assemblage d'objets de prestige et exotiques provenant de régions éloignées.
La seconde zone s'étend sur le cours inférieur du fleuve Jaune, le Longshan du Shandong (2500-2000 AEC) : la population croît aussi très nettement durant cette période. De nombreux petits villages se regroupent autour de grands centres, d'environ 270 à 360 ha. Ces centres, entourés de murs, se font la guerre. On y pratique aussi la production de biens qui servent d'échanges, mais la possession des lieux d'approvisionnement, du sel entre autres, pourrait être la cause de ces affrontements. Le signe qui marque l'élite de cette époque est la possession de céramiques noires, aujourd'hui particulièrement célèbres, car la paroi de ces objets de prestige est mince comme une coquille d’œuf et la surface parfaitement polie. Ce sont manifestement des prouesses techniques, mais dépourvues de tout décor rapporté, peint ou modelé.

### Région du delta du Yangzi: culture de Liangzhu, v. 3300-2000 AEC

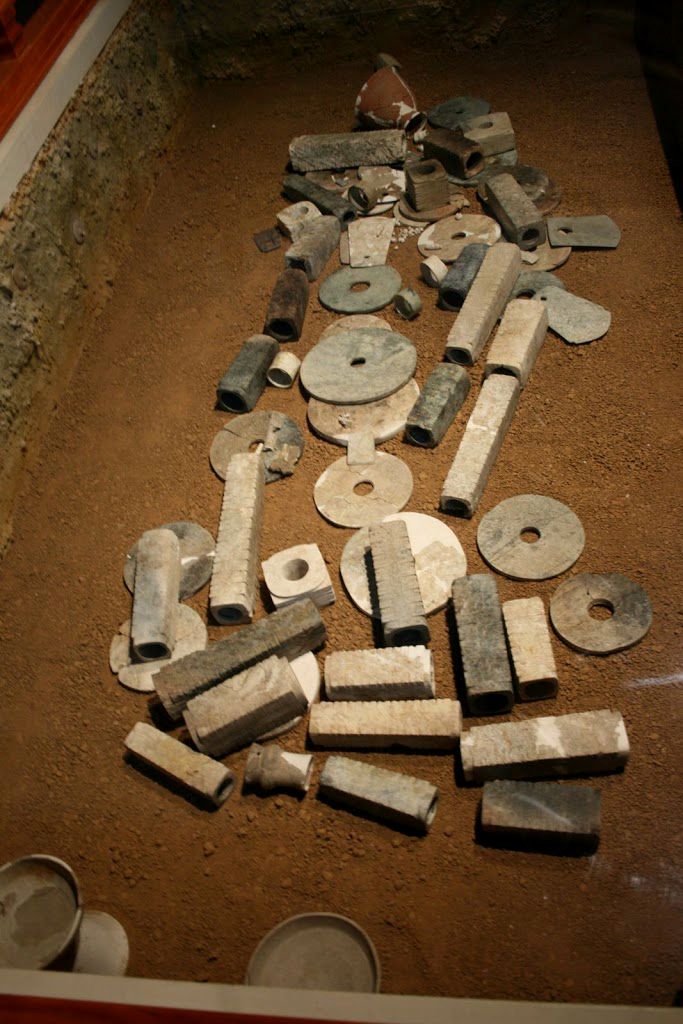
L'enterrement sous le jade. Tombe de l'élite de la culture de Liangzhu. Musée de Nanjing.

La culture de Liangzhu, au nord du Zhejiang et au sud du Jiangsu près du Lac Tai, est la dernière culture néolithique du jade dans le delta du Yangzi. C'est le lieu d'une production intense et contrôlée du jade. Il est travaillé selon des modèles qui se répandent rapidement en Chine : le motif du taotie en particulier, sur les tubes plus ou moins longs : cong. D'autres formes en jade apparaissent aussi : le disque bi et des haches cérémonielles yue, ainsi que des pendentifs gravés de représentations d’oiseaux, de tortues ou de poissons. Jades, soies, ivoires et laques sont déposés dans les tombes de l'élite. Les tombes plus modestes se contentent de simples céramiques. L'acidité du sol a détruit les éléments d'origine organique et en particulier les ossements de l'élite, enterrée dans des lieux surélevés, parfois des collines enterrassées, et plus secs que les plus modestes. Des signes pictographiques, qui pourraient différencier des clans, apparaissent dans le jade ou sur des tessons de poterie ; la figure qui revient souvent est celle d'un oiseau de profil tourné vers la gauche sur ce qui semble être un autel. Ce pourrait-être une forme de proto-écriture.
L'agriculture atteint alors un stade avancé : elle utilise l’irrigation pour une culture en rizière (suivant des connaissances remontant à la culture de Hemudu, v. 5000-4500 AEC) et pour l’aquaculture. Les habitations sont, en général, le long des rivières et des étangs, tandis que les cimetières sont placés, surtout pour les élites, sur des terrasses pouvant aller jusqu'à 10 m de hauteur. Les pratiques rituelles se manifestent par certains édifices, ou autels, en forme de constructions à plusieurs étages, en bois et possédant des murs en lits de pierres régulières. La terrasse supérieure est recouverte d'un sol de terre battue.

### Moyen Yangzi: cultures de Qujialing, v. 3400-2500 AEC, et Shijiahe, v. 2500-2000 AEC

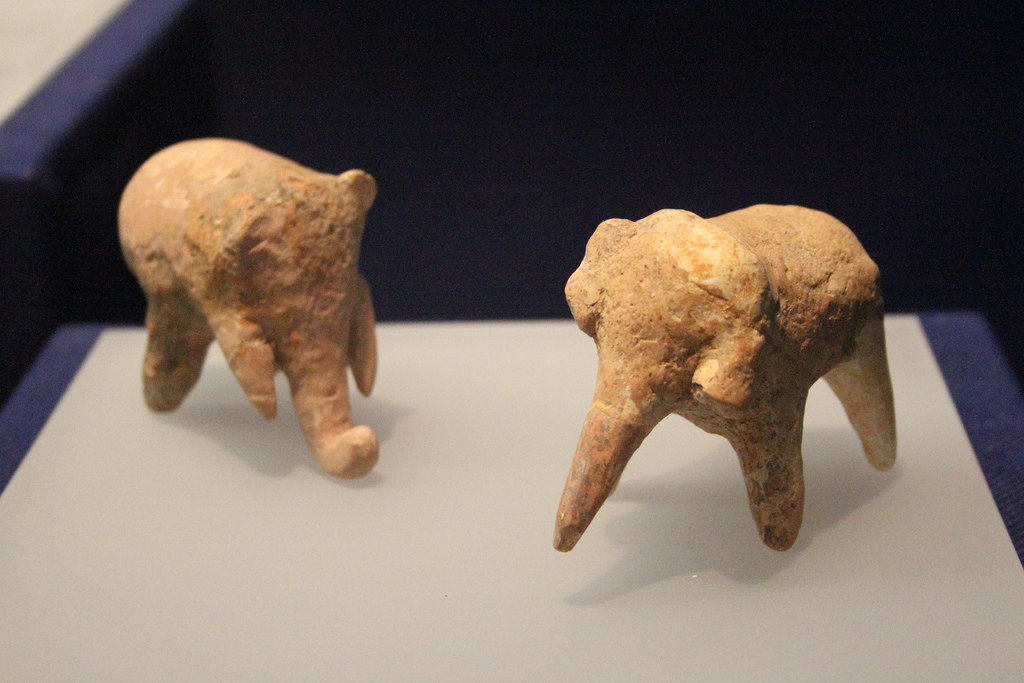
Figurines d’argile : deux éléphants. H. 6.8 cm.

Un peu plus à l'Est que la précédente culture de Daxi, les deux sites voisins mais éloignés dans le temps de Qujialing et Shijiahe sont les témoins d'une culture étendue sur une très vaste surface centrée sur le Hubei. Le contexte végétal se compose de forêts d'arbres à feuilles caduques et persistantes, de type subtropical chaud et humide, sujet à d'éventuelles submersions. La disparition de cette culture semble associée à la sécheresse qui a suivi cette période.
La période correspond à une rapide expansion de cités encloses : Qujialing atteint 263 ha et Shijiahe 800 ha. Ces enclos, ainsi que l'image d'un guerrier muni d'une hache d'arme, suggèrent que l'on se trouve au moment de l'émergence de cités rivales en guerre. La pression sur les ressources, en raison même de l'accroissement de la population, pourrait être une explication de cette rivalité. Des échanges de technologies avec des cultures fort éloignées sont perceptibles dans la diversité des céramiques. Les statuettes sont encore similaires aux petites figurines modelées de la culture de Daxi, mais de nombreuses formes montées au tour apparaissent. Certaines traces de vaisselle laquée ont été décelées. La phase ultime de Shijiahe (v. 2200-2000) apporte de nombreux objets en jade et des urnes funéraires dans les tombes de l'élite.

### Plateau tibétain
Le Néolithique est attesté dans la culture de Karuo sur le plateau tibétain, au troisième millénaire, et sur la zone la plus au Nord-est, dans la région de Chamdo. Le site éponyme de Karuo (1 ha) se trouve sur une terrasse du fleuve Lancang (nom donné au Mékong en Chine), à 3 100 m d'altitude. Sur les deux mètres de dépôts, les traces d'un habitat daté de 3300-2300 AEC ont été conservées. Cette population construit des habitations, utilise la poterie, des outils de pierre taillée, dont des microlithes, et de pierre polie. Des ressemblances ont été décelées entre ces objets et ceux du Sichuan, plutôt qu'avec ceux du Gansu-Qinghai. On y pratique la chasse et la cueillette, la culture du millet et l'élevage des porcs. D'autre part, les plantes récoltées à cette époque sur le plateau tibétain montrent, vers 3200, des céréales (autres que le millet et bien sûr le riz), au-delà de 3 000 m d'altitude. Ceci tend à pointer la diversité des espèces sélectionnées ici pour leurs qualités nutritives en fonction du milieu et prouve dès cette époque la diversité des espèces cultivées en dehors des trois cultures les plus souvent repérées : le riz, le blé et le maïs.

### Chine du Sud

#### Yunnan
Les sites néolithiques sont rares dans le Yunnan avant 3000 AEC, mais au millénaire suivant trois types de lieux peuvent les accueillir : des terrasses et des cavernes non loin des rivières et des amas coquilliers au bord des lacs. On y trouve des haches et des herminettes de pierre ainsi que des jarres, des plats et des coupes en céramique. La pâte de la céramique contient parfois des traces de riz qui a donc été exploité à cette époque. Des fouilles récentes (en 2012) sur le site d'Haimenkou (Xian de Jianchuan) ont révélé un ensemble d'habitats sur pilotis près du lac Jian (3000-1900 AEC) avec un matériel important, du riz (peut-être originaire du Yangzi) et du millet (peut-être originaire du Nord-ouest). Les couteaux ont des similitudes avec ceux trouvés dans la culture de Karuo, du Tibet. Tout cela semble démontrer que des échanges à longue distance faisaient de cette région une sorte de plaque tournante.

#### Sud-est: Fujian/Taïwan: 3500-2500 AEC Canton, v. 3000-2000 AEC Shixia, Yonglang, Tanshishan et v. 2300-1500 AEC Huangguanshan
Dans ce milieu géographique très diversifié, les anciennes populations ont développé des stratégies d'alimentation chaque fois bien adaptées à leur environnement. Tandis qu'à l'intérieur des terres l'agriculture du riz a laissé de nombreuses traces, sur la côte, à l'opposé, les gens ont vécu essentiellement des ressources marines abondantes comme au Japon de la période Jōmon. Cette situation s'est poursuivie au second millénaire alors que le nord de la Chine vivait à l'âge du Bronze.
Région de Canton, v. 3500-2500 AEC, site de Xincun (fouille 2008-2009 AEC) : Dans les environs de Guangzhou (Canton) à côté des produits de la pêche. Selon des mesures effectuées sur des outils en bois servant à écraser ou à moudre, les néolithiques consommaient (vers 3500-2500 AEC) plusieurs végétaux riches en amidon, et peut-être en les cultivant : palmiers queue-de-poisson (Caryota sp., ici proches de Caryota urens) et tallipot qui auraient permis de préparer du sagou, banane, fougère terrestre, racine de lotus et châtaigne d'eau chinoise. Le riz ne représente alors qu'un faible pourcentage de cet ensemble tandis que les palmiers permettant la production du sagou, en constituent la majorité. Par ailleurs, le bananier produit des feuilles pour le chaume, vêtements de pluie, fibres, pousses comestibles et l'amidon extrait des tige, comestible dès cette époque reculée. Vers 3000, la riziculture n'était pas arrivée sur le site de Xincun, dans l'extrême sud du Guangdong. Ces dates concordent largement avec la propagation connue du riz en Asie du Sud-Est continentale, qui se produit autour de 2000, suivant un processus lent. C'est autour de 3000 que se situerait d'ailleurs, suivant le consensus actuel, la migration depuis le sud de la Chine vers Taïwan et au-delà, jusqu'en Océanie, par des locuteurs de langue austronésienne.
La culture de Shixia, au Nord Guangdong, était une société d'agriculteurs et dans leurs tombes ont été trouvés des tubes cong et des disques bi, certains étant identiques à ceux de la culture de Liangzhu. Les tombes et les poteries sont propres à leur culture mais les autres objets montrent de fortes relations avec les cultures néolithiques du Jiangxi et du bas Yangzi.
La culture de Yonglang s'établit dans le delta de la Rivière des Perles et dans la région de Hong Kong, sur des dunes. Le niveau de la mer étant plus bas à cette époque, l'espace entre océan et collines est plus large. Les villages sont alors construits au bas des collines, et sont devenus aujourd'hui des sites de dunes. Sur le site de Hong Kong, le matériel lithique est composé de haches, d'herminettes, de pointes de flèches et de poids pour les filets des pêcheurs. La céramique aux formes simples porte un décor estampé et un décor cordé (pratiqué ailleurs en Chine, dans la culture de Yangshao). Ce décor cordé peut être comparé à celui de la culture de la céramique cordée, culture européenne préhistorique également caractérisée par des poteries avec impression de corde, ou plus exactement de cordelette, mais où celle-ci est enroulée autour de la poterie fraîche et pressée, tandis que dans le cas de la céramique Jōmon il s'agit d'une corde tressée que l'on fait rouler sur la surface de la poterie. Cette technique est dite « à la roulette » par les spécialistes de poteries traditionnelles africaines. Le mode de vie repose sur la chasse et la pêche, la culture du riz n'étant qu'un complément éventuel, peu décelable, mais indicateur néanmoins de contacts avec la culture de Shixia. Ainsi, bien qu'ayant la connaissance de l'agriculture, ces populations n'en voient pas la nécessité du fait d'un environnement particulièrement favorable.
Les sites de Tianshishan (v. 3000-2000 AEC) et Huangguashan (v. 2500-1300 AEC), sur des amas coquilliers, au Fujian indiquent d'autres stratégies alimentaires et d'autres contacts. Les groupes humains, ici encore, ont vécu de chasse et de pêche mais des traces de grains carbonisés et des phytolithes de riz, de blé et d'orge ont été identifiées sur le site de Huangguashan. Les herminettes sont nombreuses et d'une forme angulaire typique qui s'est maintenue sur plus de 1 500 ans. De nombreuses herminettes sont produites dans des matériaux volcaniques importés ; les découvertes faites sur un site du Fujian indiquent que ces pierres venaient de l'archipel de Penghu, actuellement sur le territoire de la République de Chine à Taïwan. Par ailleurs des ressemblances sont manifestes avec les poteries de l'archipel de Penghu et de Taïwan de l'Ouest. La possibilité de relations maritimes sur de si longues distances semble participer à l'expansion des langues proto-austronésiennes, qui sont à l'origine, selon la linguistique comparée, des langues austronésiennes (approximativement de Madagascar à la Polynésie).

## Populations et génétique
Une étude génétique publiée en 2020 montre que la différenciation génétique entre le nord et le sud de la Chine était plus importante au début du Néolithique qu'actuellement. La diminution de la différenciation génétique entre les populations nord et sud au cours des siècles qui suivent est liée principalement à l'augmentation de l'ascendance du nord dans la région du sud de la Chine. Les résultats suggèrent une migration importante ayant commencé dès la fin du Néolithique de populations venues du nord de la Chine vers le sud. Cette migration semble avoir suivi la côte du Pacifique, à partir du cours inférieur du fleuve jaune,.